# 琉球国
琉球国（琉球語：／  ?、日语： Ryukyu Koku ?），是位于琉球群岛的一个王国，是第一尚氏王朝和第二尚氏王朝两个朝代的统称和共有国号，也包括更早期三山时代的山南、中山、山北三个王国（作为其共同的对外自称）。
琉球国的地理位置在臺灣和九州之间，因其特殊的地理位置和海禁政策所惠，以东北亚和东南亚贸易的中转站著称，贸易发达，号称“万国津梁”。琉球国曾向明、清两代朝贡。在1609年的慶長琉球之役後，日本九州岛的萨摩藩在琉球设置在番奉行所，监督琉球与明朝的朝贡贸易并间接管理其内政，使琉球从此也向萨摩藩和江户幕府缴纳年贡。
1871年，明治维新时期的日本中央政府开始在全國實施廢藩置縣改革，废除了萨摩藩而设置鹿兒島縣，同时亦使琉球國作为令制國編入鹿兒島縣。翌年琉球國被改設為琉球藩。1879年3月11日，琉球藩被废除，設置沖繩縣。

## 國名
「琉球」這一國名源自中國古典文獻中提及的「流求國」。不過，歷史上的「流求國」究竟是位於琉球群島還是台灣抑或其他地區至今尚無定論。明朝官方稱呼琉球國為「大琉球」、台灣為「小琉球」，以示區分。
琉球在外交上使用的正式國號為「琉球國」。在明朝碑文中，該國多使用「大琉球國」的稱號來作為自稱；至清朝則多自稱「琉球國」。
現代日本學者多稱此國為「琉球王國」（日语：／ Ryūkyū ōkoku）。中國社科院的一些學者声称，自琉球處分以後日本學者才開始稱呼其為「琉球王國」，是為了割裂琉球與明清之間的藩屬關係。

## 辖域

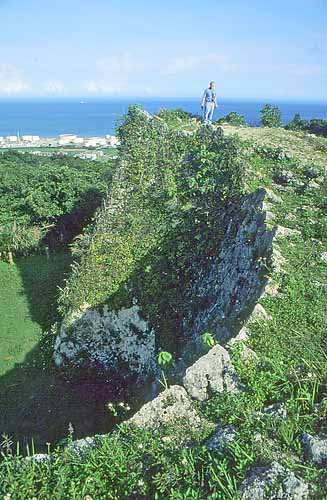
城墙遗址

琉球国位于台灣岛和九州岛西南之间的琉球群岛上，其历史最大面积大约为3600平方公里（相當臺東縣面積），西侧是东中国海，东侧是太平洋。最大的岛屿是沖繩本岛，面积约1207.08平方公里。其次是奄美大岛，面积约712.38平方公里。在薩摩岛津氏于1609年发动琉球之役后，琉球国将其北部的奄美群島割让给了薩摩藩。
琉球国的都城为首里城，在今沖繩縣那霸市的东郊。历代琉球国王及王族居住和处理政务的首里城和其他琉球文化遗迹在2000年被联合国教育科学文化组织定为世界文化遗产。

## 历史

### 遠古時代
根據那霸市山下洞人遺址的考古發現，距今三萬二千年的舊石器時代晚期，已經有先民在此地定居。

### 中古世代
根据语言学者对琉球语与古日语之间同源词的比较分析，可以推测现代琉球人主要是大约7世纪至11世纪间从九州岛南下的弥生人的后代。

### 天孫王朝
《中山世鑑》、《中山世谱》、《球阳》这三部琉球历史典籍都记录了琉球开国的神话。《中山世鑑》称，天神阿摩美久下凡，由天帝赐予草木土石，做成岛屿。之后又求上天赐予人口，于是天帝将其子女二人赐予阿摩美久，此二人结合生三男二女，长男天孙氏建立了天孙王朝。天孫王朝共有二十五位國王，歷17802年，傳至第二十五代王思金松兼王，為重臣利勇殺害，王朝滅亡。然而多數學者認為這是傳說，並非史實。现代历史学家认为，这一神话传说形成于16世纪至17世纪，是琉球国统治者尚氏家族面对按司势力的争权企图，为加强其王权地位而创造的神话。

### 舜天王朝
根据《中山世鑑》的记载，天孫王朝傳位廿五世覆亡後，琉球大亂。最後由浦添按司舜天統一全國，為舜天王。但流傳至今的舜天王統事跡，不脫神話傳說的性質。舜天王朝延续了三代、七十年。《中山世鑑》称舜天王朝的开国之君舜天是日本清和天皇之孙源为朝的儿子。《中山世谱》和中国清朝学者的有关记录也延续了这一说法。但现代日本和中国的学者对此提出质疑，认为琉球王室称源为朝将军为始祖的做法，是为了夸耀自己的血统，抬高按司出身的尚氏王族的地位。《中山世鑑》称舜天王朝的三位国王为舜天、舜马顺熙和义本。义本「自称不德」，让位给英祖。

### 英祖王朝
琉球官修史書《中山世譜》稱，元軍曾於至元二十八年（1291年）和元貞二年（1296年）兩次侵略琉球，皆被英祖軍擊退。
在三山时代之前，外岛按司与沖繩本岛各按司之间的关系是平等的。根据带有神话色彩的《中山世鉴》记载，英祖在位时（1260年至1299年），大岛（奄美大島）、古米（久米島）、马齿山（慶良間群島）等外岛“来朝入贡”，但这一朝贡关系只是按司之间的结盟关系，而且到第四代王玉城王时期，随着沖繩本岛进入三山时代，便已衰落了。

### 三山时代

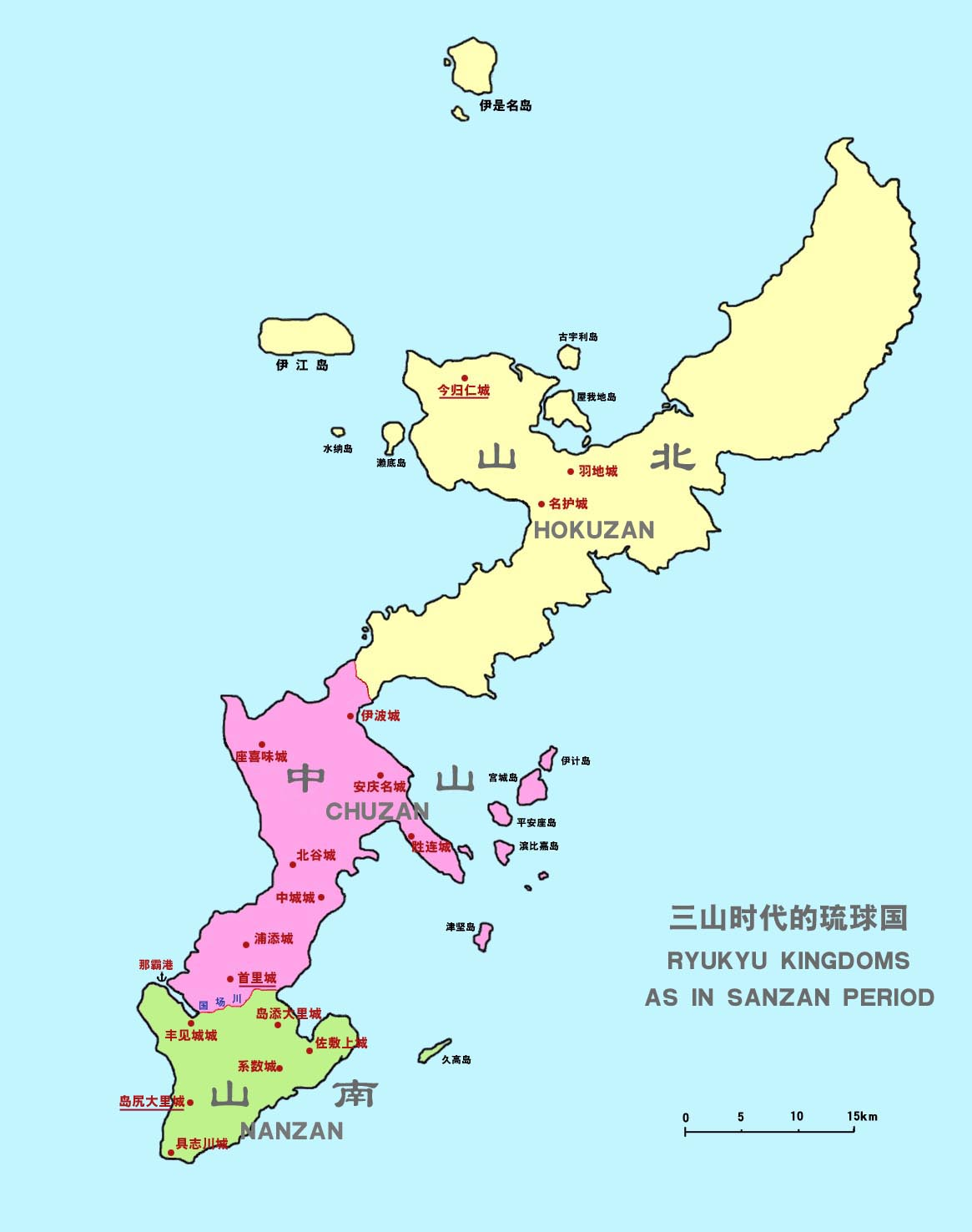
三山时代，南山、中山、北山三国的势力图

14世纪，琉球出现南山、中山、北山三国，分别位于冲绳本岛的南部、中部和北部，这个时期称为“三山时代”。 三国中，以中山最强，北山最弱。
根据琉球《中山世鑑》以及中國《明实录》和朝鲜半岛《朝鲜王朝实录》的记载，南山王国以大里按司为中心，包括大里、佐敷、知念、玉城、具志头、東风平、岛尻大里、喜屋武、摩文仁、真壁、兼城、丰见，大致疆域相当于今日冲绳岛南端国场川—与那原一线以南的地域。中山王国以首里按司为中心，包括浦添、首里、那霸、北谷、读谷、越来、中城、胜连、具志川各城，大致疆域为南至国场川—与那原一线，北至仲泊地峡。北山王国以今归仁按司为中心，包括今归仁、羽地、名护、国头、金武、伊江、伊平屋（伊是名）等城，大致疆域为冲绳岛仲泊地峡以北的部分，以及附近的伊江岛和伊平屋岛。
三王国时代，南山、中山、北山三国的势力主要集中在沖繩本岛本部及鄰近小島，并未发展到北方的奄美群岛和南方的宫古群岛、八重山群島。
1372年，明太祖派杨载向琉球三国发布诏谕，中山国国王察度派弟泰期出使明朝。1383年，北山王怕尼芝和南山王承察度也相繼向明朝進貢。至此，北山、中山、南山三国开始向明朝朝贡，成为明朝的藩属国。1390年，宮古島酋長與那霸勢頭豐見親入貢中山。不久，八重山酋長也前來朝貢中山王察度。为获得打造大型船只的技术，以避免使者船只受到海浪危害。1392年，琉球接受了朱元璋派遣的福建三十六姓善于造船航海的技术者。

### 第一尚氏王朝
1350年浦添按司察度取代英祖第六代世子，被推举为中山王。1406年，察度王世子武宁被佐敷按司巴志推翻。巴志推舉其父思紹为中山王。1416年，巴志征服北山。1429年，巴志又征服南山，形成统一的琉球国，以首里城为王城。宣德年间，明朝赐琉球王姓为尚氏，史称“第一尚氏王朝”。根據琉球与明朝的藩屬關係，琉球每一代国王都需要接受来自明王朝的册封。第七代国王尚德王相继征服了奇界（喜界島）、马齿山（慶良間群島）、古米（久米島）等岛的按司势力。
大约1400年至1550年期间，琉球国进入黄金时代，商业高度发达，与福建、台湾、朝鲜、东南亚和日本本土进行贸易。15世纪至16世纪，大量倭寇海盗骚扰琉球群岛。琉球国蒙受巨大损失，海上贸易受到阻碍。1450年代，他們的國王被明朝賜姓尚，之後琉球人才有姓，之前只有名。

### 第二尚氏王朝
明成化五年（1469年），琉球國王尚德去世，國內发生内乱，王世子被杀，第一尚氏王朝灭亡。成化六年（1470年），伊是名島出身的宫中的御锁侧官（管理财务的宫廷官员）内間金丸被群臣推举为君，改名为尚圆，并于成化七年（1471年）以“世子”的身份向明朝报告“父丧”。成化八年（1472年），明朝使臣册封尚圆为王，史称“第二尚氏王朝”。
第二尚氏王朝的第三代国王尚真王统治时期为琉球的黄金时期，貿易發達，且不斷對外擴張。1500年（弘治十三年），尚真王平定八重山群島的遠彌計赤蜂之亂；1522年（嘉靖元年）又平定与那国岛鬼虎之乱。1537年，尚清王率軍北伐，攻取奄美群島。琉球国终于将势力扩张到整个琉球列岛，确定了北起喜界岛、奄美大岛，南至宫古、八重山群島的疆界，即琉球史书中所称「三省并三十六岛」。
尚真王确立了琉球的官员品秩、朝仪制度、神官制度、赋税制度、行政划分，扩建了首里城，废除了殉葬习俗，召各按司赴首里居住，禁止私人拥有兵器（刀狩），确立了琉球国的政治、经济体制，此后琉球进入稳定发展的时期。但刀狩令也使得琉球軍事實力的衰退，為後來慶長琉球之役中琉球戰敗埋下了伏筆。
16世紀，由於海盗的原因導致日本和明朝的關係惡化，只得通過南方的薩摩與琉球進行貿易。與此同時，日本正處於動亂的戰國時代，諸大名急需從擴張中獲取利益來發展自己的經濟實力。離日本最近且又富有的琉球國遂成為了日本的首選之地。1589年，琉球國王尚寧向日本派遣謝恩使團，祝賀豐臣秀吉統一天下。豐臣秀吉发兵朝鮮之前，要求薩摩、琉球合計提供一萬五千軍兵力。因為琉球是明朝藩屬國的關係，琉球选择了折中做法，將此事通報給了明朝，并向豐臣秀吉提供七千人份的後勤物資和軍費支援。1603年，德川家康統一日本並建立江戶幕府後，琉球又因為拒絕向江戶幕府派遣謝恩使團而與德川家康交惡。
在請示德川家康並獲得允許之後，1609年（明萬曆三十七年、日本慶長十四年），薩摩藩藩主島津家久派遣樺山久高為總大將，平田增宗為副大將，率兵三千人、船一百餘隻、火绳枪六百挺，自九州山川港發兵琉球。不久琉球即戰敗，首里城被包圍，尚寧王归降，同王子、官員等一百余人被押至鹿兒島。這就是歷史上的「慶長琉球之役」。隨後尚寧王同島津家久前往駿府城面見德川家康，又前往江戶城面見征夷大將軍德川秀忠。1611年，尚寧王在鹿兒島城被迫與薩摩藩簽訂《掟十五條》（掟十五ヶ条），承認薩摩藩對琉球的控制之後，才被釋放歸國。
薩摩藩攻打琉球國的理由有三點：一，江戶幕府遣返了漂流到日本境內的琉球進貢船，但琉球却拒絕向日本遣使謝恩；二，琉球攻擊明朝商人赴日貿易的船隻，阻撓日本與明朝間的貿易(实际上是海盗所为)；三，琉球沒有足额支援豐臣秀吉北征朝鮮時的兵費，而是由薩摩藩「代為墊付」了一半，但琉球却「不予償還」。實際上薩摩藩為了藉著攻打琉球所得來的利益，來彌補該藩協助攻打朝鮮和參加關原之戰的軍費與損失；而且此舉更可独占明琉之間的貿易利益。此外薩摩藩也藉此軍事行動，化解內部的權力鬥爭問題。
根据《球阳》等史料记载：萨摩藩入侵琉球後，派遣奉行十四人、隨從一百六十八人進駐琉球，测量分配田地，划清国界，制定赋税。1611年陰曆四月，薩摩藩派往琉球的官員將土地丈量完畢，島津家久將琉球的領地限制為八萬九千零八十六石（其中國王的藏入地限定為五萬石），并將奄美五島（即喜界島、德之島、奄美大島、沖永良部島和與論島）劃歸薩摩藩直轄。不過奄美群島仍舊是琉球國名義上的領土。在琉球官方史書《中山世譜》中，仍舊將奄美群島列入琉球屬地三十六島之中；汪楫的《使琉球雜錄》中，也將奄美群島列於琉球國領土之內，而且提到琉球人非常忌諱提到奄美群島；另一位冊封使周煌，則從民間傳聞得知，琉球曾割讓北方的島嶼給日本薩摩藩。
薩摩藩在奄美群島仍舊沿襲琉球的行政區劃間切制度，並將此地作為黑糖的生產地。薩摩藩也並未向江戶幕府報告其在琉球「檢地」之事，直到1634年才將此事報告給幕府將軍德川家光。但被薩摩藩佔領的奄美五島三萬二千八百二十八石，則被薩摩藩藩主仍舊作為「琉球國領地」上報江戶幕府。
在薩摩藩的规定下，琉球开始向萨摩缴纳年贡，並授予萨摩派到琉球的人员官品职位。琉球國內的親明派（主戰派）在戰後全部被罷免官職，三司官鄭迵被薩摩斬首，向里瑞則被薩摩扣作人質，由親日的毛鳳儀（池城親方安賴）、毛鳳朝（讀谷山親方盛韶）取代其三司官職務。
尚宁王之后，尚丰王十一年（1632年），琉球在被萨摩所占岛屿建立馆舍，两国同时派官员管理来往贸易和收税。从此琉球國成为臣服于萨摩藩的日本地方政權。薩摩藩向琉球派遣官员长驻琉球以监视琉球的举动，及至尚贞王二十五年（1693年），琉球“创定姑米、马齿两岛，遣大和横目职两员，看守贡船往来”。
1654年，琉球王遣使臣到清朝请求册封。清顺治帝封尚质王为琉球王，琉球國只是表面上成为清朝的藩属，但實際上對萨摩藩稱臣。琉球與清朝官方繼續朝貢貿易，卻被實際宗主萨摩藩抽成一次。該藩也是幕府宣佈鎖國以後，唯一能以此變相方式獲得國際貿易收入的私藩，萨摩藩在兩百年後的幕末時代能夠有足夠的資本成為倒幕運動主力進而成為維新政府的主事者之一，與此不無關連。
1847年（清道光二十七年、日本弘化四年），最后一位琉球国王尚泰王继位。1853年5月，美國海军准将佩里的舰队第一次到达琉球。1854年3月，佩里在《神奈川条约》的签订过程中要求日本开放琉球的那霸和虾夷地/松前藩的松前等港口。德川幕府却声称琉球是个遥远的属地，因此无法给出明确的答复，松前的情况也是类似。然而同行的贝特尔海姆却根据他在琉球的实际观察告诉佩里：“这个国家，虽然在一定程度上是独立的，但从实质上看却是日本不可分割的一部分。” 他列举了五个理由：日本(萨摩)的驻军驻扎在那霸；琉球的贸易完全与日本进行；琉球的日本人很多并与当地人别无二致一般地生活；显然日本的检查官控制着琉球的官员；琉球的语言、服饰、习俗、美德和恶习都与日本相似。
1854年7月11日，佩里与琉球国政府以漢文、英文两种文字签订开放那霸港口的条约《琉美修好條約》。琉球海上贸易受到冲击。

### 覆亡
1871年，日本在全國實施廢藩置縣，琉球國被當作令制國編入鹿兒島縣。
1871年11月30日（清同治10年、日本明治4年），琉球宫古岛的两艘进贡船，到那霸上繳年貢後，離港準備返回宮古島。中途遇暴风漂流海上，一艘幸还，另一艘漂到台灣番界外西南海岸八瑤湾（今屏東縣牡丹鄉境內）。该船共有船员69名，其中3名淹死，66名登陆。登陆的船员中，54名被排湾族高士佛社原住民杀死，隨後並被牡丹社原住民馘首，即宮古島民台灣遇害事件。另12名逃出，在鳳山縣受到清政府保护。
同年12月11日，又有琉球八重山岛民的两艘进贡船离开琉球开往清朝，中途遇暴风，漂流海上。一艘下落不明，另一艘于12月28日漂到台灣，45名船员同样受到凤山县令保护。1872年2月，前后两批琉球难民57人，由臺灣府官員送到福州的琉球馆，7月平安回到那霸。同年4月，日本小田县（今岡山縣）县民4人，也遇难漂到台湾島，被台湾原住民搶奪衣物。
1872年，日本废黜琉球国王尚泰，结束了其与日本的朝贡关系，设置琉球藩，并册封尚泰为琉球藩王，正式灭亡琉球。
1874年，值明治維新後國內情勢不穩，日本欲以外事轉移內政問題，为替被排湾族的原住民杀害的54名琉球人复仇，遂派兵三千六百名攻打台灣东南部的“台蛮”，史稱牡丹社事件。
1875年7月24日，日本明治政府派遣内务大丞松田道之赴琉球，琉球国王停止向清朝朝贡礼仪，断绝与清朝的外交关系。松田道之带来的日本政府的命令包括：
1. 使用日本年号，废止琉球对清朝朝贡和庆贺清帝即位而派遣使者的惯例，同时也废除琉球国王更迭之际接受清朝册封的惯例，以及琉球今后与清朝的交涉概由日本外務省管辖处分，撤销在福州的琉球馆，贸易业务由日本领事馆管辖等。日本政府还命令琉球“藩王”入朝，研究政治厘革及兴建之法。
2. 将琉球纳入日本版图，要求琉球和中国断绝外交关系。

日本政府派遣松田道之到琉球，是因为此时明治政府已经将琉球划归内务府管理。1875年的这份命令，直接背景是大久保利通向明治政府提出的关于琉球的建议。1874年，在北京签订完《北京專約》的大久保利通，回日本后便向明治政府提出“今通过与清国之谈判，彼承认我征藩地为义举，并出银两抚恤受害难民，虽似足以表明琉球属于我国版图之实迹，但仍难说两国分界业已判然”，为将来计，期望明治政府借机断绝琉球“与中国之关系，在那霸设置镇台分营”。
琉球於1876年兩次派遣使者赴東京，請求日本同意和清国保持外交关系，被日本斷然拒絕。琉球国被迫终止與清朝的外交关系。同年，记载琉球国历史的《中山世谱》、《球阳》的编撰也被迫停止。
1879年（清光緒五年、日本明治十二年）3月11日，琉球藩被廢除，編入鹿兒島縣。3月27日，日本內務省書記官松田道之率領41名內務官員，165名警部巡查隊和熊本鎮台分隊的兩個中隊至那霸港，向尚泰王傳達了廢除琉球藩的命令。3月30日，日本天皇命令将最后一位琉球国王尚泰和他的儿子尚典移居到东京，尚泰王稱病拒絕前往。4月4日，日本在全国范围宣布设立沖繩縣，鍋島直彬為沖繩縣知事。5月27日，尚泰王與其他王室重要成員乘坐日本「東海丸號」離開那霸港，前往東京，被封為侯爵。
日本將这段歷史稱作“琉球處分”。琉球藩設置為“第一次琉球處分”，廢藩置縣為“第二次琉球處分”。
1945年，第二次世界大战结束，日本接受《开罗宣言》和《波茨坦宣言》无条件投降，日本战败。戰後，日本在旧金山和约中放弃对朝鲜半岛、台澎列岛以及南沙和西沙诸岛的主权，而琉球群岛等部分其他日本领土则交予美国管理。1971年日美簽訂《日美沖繩協議》。1972年，美国将琉球群岛等返还日本，沖繩縣復縣。然而在2012年的钓鱼岛风波之后，部分中國大陸學者宣称：“依照《開羅宣言》和《波茨坦公告》，不僅台灣及其附屬諸島（包括釣魚臺列嶼）、澎湖列島要回歸中國，日本在琉球群岛也没有主权”，试图再议琉球归属问题。其理由是根据波茨坦公告的第八条，“《开罗宣言》中的诸内容必须得以实施，并且日本的主权须被限制在本州、北海道、九州和四国以及同盟国所决定的其他小岛之内”，但由于第二次国共内战迅速爆发，国民政府与中华人民共和国政府并未参与旧金山和约的起草和签订。唯蒋中正在开罗会议中曾在罗斯福的屡次询问下一度口头表示:“愿意和美国共同占领琉球并根据托管制度进行共同管理”但战后并无任何成文文件支持此种做法。

#### 清政府的交涉
1876年，琉球紫巾官向德宏、陳情通事林世功等人秘密至中國，請求清朝出面干涉琉球問題。次年，清政府派出第一任駐日公使何如璋。何如璋到任的第一件事，就是為日本併吞琉球提出抗議，並要求日本立即釋放琉球國王尚泰。但日本表示拒絕。另一方面，日本擔心受到俄羅斯與清國兩方面的夾擊，派出宍戶璣擔任駐清國公使，希望與清朝就琉球問題進行交涉。
1879年6月12日，美国前总统尤里西斯·格兰特及其随员扬格（J. R. Young）和美国驻华副领事毕德格（W. N. Pethick）在天津会晤中国政府代表李鸿章，李鸿章要求他就琉球问题进行调停。格兰特慷慨答应。7月3日，格蘭特一行乘坐「里奇蒙德號」抵達橫濱，並於7月22日與日本政要伊藤博文、西鄉從道舉行會談。在聽取了日本方面的意見後，格蘭特認為日本吞併琉球侵犯了清國的海上貿易利益，為「清國互市之障礙」，表示唯有和平談判才是解決琉球問題的方法。8月10日，格蘭特會見明治天皇，認為若是日本吞併琉球將「斷絕清國與太平洋之通道」，建議日本「予彼以太平洋之廣闊通路，如至此議，彼將應承之」。駐日公使何如璋亦發電報給總理衙門，稱格蘭特提出「琉球三分方案」，即包括沖繩本岛在内的中部各岛归还琉球，恢复琉球国，将宫古及八重山以南各岛划归中国，将包括奄美大岛在内的五岛划归日本。總理衙門表示贊同，但美國方面不承認這是格蘭特提議的。
日本与中国就琉球问题展开多次磋商，一方面，由總理衙門在京師與宍戶璣談判；另一方面，李鸿章與日本駐天津領事竹添進一郎談判。向德宏受到李鴻章的庇護，將一些談判內情透露給其他流亡清朝的琉球人。
日本與清朝同時感覺到來自俄羅斯的威脅，同時，俄羅斯侵佔了伊犁，李鴻章等人主張聯日抗俄。經過多次磋商之後，1880年4月4日，日本方面提出「分島改約案」，不久被清廷接受。日本拒絕引渡琉球王尚泰，但願割宮古、八重山兩島給清廷，由清廷擁立向德宏為琉球王。但琉球国官員再三訴願表示二島土地贫瘠，无法生存，萬不可接受。眼看條約就要簽訂，林世功在京師總理衙門前自殺表示抗議。
林世功自殺後，清朝推翻了和議，拒絕在谈判条约上签字，宍戶璣憤而歸國。琉球问题被长期搁置。琉球國內分為兩派，一派以翁逢源（伊舍堂親雲上盛英）、向嘉勳（內間親雲上朝直）為代表，支持日本的統治（日本人稱之為「開化黨」）；另一派以毛允良（龜川親方盛武）、毛有慶（龜川親方盛棟）等人為代表，盼望中國的援助（親日派稱之為「頑固黨」）。每逢節日，皆有大批支持清朝的琉球士族穿著傳統禮服前往各地寺廟，名義上祭拜先王，實際上祈求中國戰勝日本幫助琉球復國。眾多琉球士族支持「頑固黨」，松田道之不得不任命向建榮（大灣筑登之朝功）、許田普益（小樽金）、久高盛政等人為探訪人，瞭解士族的動向。
1894年中日甲午戰爭期間，親清派在向志禮（義村按司朝明）的領導下，前往寺廟，祈求清朝戰勝日本；琉球各地也盛傳將有中國的黃色艦隊前來攻打那霸，一時情勢緊張。但隨著甲午戰爭中國戰敗，無力再向日本提出琉球一案，日本兼并琉球遂成定局，部分琉球遗民的復國主义也就此熄滅。當年琉球人斷髮、就學比率皆大幅升高。而少数不滿日本統治的琉球旧贵族和官僚以及久米村的福建后裔選擇流亡清朝（被稱作「脫清人」）。

## 政治

### 政治架構
琉球的政治架构分为国王及王族、国相、寨社三个层次。
国王之下为王族，正妻為王妃，側室分為夫人、妻兩等，當中本身不是王嗣的嬪御又稱為阿護母志良礼，嫡王子稱直王子，庶王子稱脇王子，儲君為世子，儲妃稱世子妃。王女及宗女封翁主，對封地（湯沐邑）有管治權的稱為按司加那志，儀賓為翁主之夫（驸马的低一级称谓），宗室子稱按司。国王去世而世子还没有得到中国朝廷的正式任命时代行国政時則稱為「攝政」。
国相是一国的行政首脑，国相由国王任命。在琉球的历史当中，有很多从中国迁过去的人担任过这个职位。国相统辖的官员除了各个岛屿的“寨社”的长官和豐見親（酋长）外，还管辖国家机构中的官职，包括出使中国的“朝贡使”、“大夫官”、“长史官”（保長）和充当翻译的“译官”、负责海事的“通事”、“总管”，对内的“紫巾官”、“法司”、“司贡”之类的官员。需要注意的是，“长史”和“长史官”并不一样，长史和国相是国家的高级官员，而长史官是具体负责某某工作的官员。 
按司，是琉球的地方行政单位，也是各个岛屿所固有的官职。各行政區劃的长官都是世袭，也是琉球的大的贵族和地方势力，曾经参与过琉球国内的政变。其他官职有管理刑罚的察度官、管理外交的耳目官、管理贸易的那霸官、收税官员等。

### 位阶
以下为康熙四十五年（1706年）紫金大夫蔡铎、正议大夫蔡应瑞、正议大夫程顺则编纂《琉球国中山王府官制》所定的官阶。
| 品阶   | 初封散阶      | 加封散阶     | 官职                  | 爵位           | 备注 |
| ------ | ------------- | ------------ | --------------------- | -------------- | --- |
| 正一品 | 封晋封禄大夫  | 特晋封禄大夫 | 国相                  | 元侯           | 死后赠柱国勋位 |
| 从一品 | 永禄大夫      | 永禄大夫     |                       | 元侯 郡侯 邑侯 | 仅授王子、王弟，采邑授一郡或一邑 |
| 正二品 | 秉宪大夫      | 隆德大夫     | 法司正卿 加衔法司正卿 |                | 共设三员，王舅、勋戚担任，为国王之三卿。天曹司礼，地曹司农，人曹司吏。轮值于王宫中，遇大事集议，上之于国相 由隆勋大夫直接升为隆德大夫者称“加衔” |
| 从二品 | 亲奉大夫      | 隆勋大夫     | 加衔法司正卿 紫巾亚卿 | 郡伯 邑伯      | 无定员 久米协理府官称紫金大夫，一员，加“协理法司”衔，名“总理唐荣司”，主持朝贡礼仪                                                               |
| 正三品 | 宣拜大夫      |              | 谒者耳目官            |                | 共设四员，包括司宾耳目官（御锁侧）、典宾耳目官（御双纸库理）、司刑耳目官（平等侧）、管泊耳目官（泊地头） 久米协理府官称正议大夫，无定员         |
| 从三品 | 进显大夫      |              | 加衔谒者              |                | 琉球语称“申口座”，无定员，无职掌 |
| 正四品 | 精绎大夫      |              | 赞议官                |                | 佐谒者、度支官。参议政事。久米协理府官称中议大夫，无定员                                                                                        |
| 从四品 | 宫候大夫      |              | 察侍纪官              |                | 那霸官二人，左堂首里人，右堂那霸人，分掌钱粮。察侍纪官（座敷）无定员，无职掌 久米协理府官称都通事，无定员，专管朝贡事                           |
| 正五品 | 奉宣大夫      |              | 谒闼理官              |                | 谒闼理官（当职）十二人，国书院谒闼理官三人，入值王宫                                                                                            |
| 从五品 | 供直大夫      |              | 加衔谒闼理官          |                | 无定员，无职掌 久米协理府官称谒闼副通事，无定员，专管朝贡事                                                                                     |
| 正六品 | 承直郎        |              | 仪卫使                |                | 仪卫使（势头）九人，掌仪仗及扈从 |
| 从六品 | 从务郎 叙德郎 |              |                       |                | 儒士授从务郎 吏授叙德郎（加势头） |
| 正七品 | 承事郎        |              | 里之子亲云上          |                | 承事郎琉球语称“牌金” 久米协理府官称副通事，无定员，专管朝贡事                                                                                   |
| 从七品 | 从职郎 叙功郎 |              | 筑登之亲云上          |                | 儒士授从职郎，吏授叙功郎（掟牌金） |
| 正八品 | 内使郎        |              | 赞度内使              |                | 内使郎琉球语称“察度奴示” |
| 从八品 | 内使佐郎      |              |                       |                | |
| 正九品 | 登仕郎        |              | 点班使                |                | 登仕郎琉球语称“筑登之”，由首里、泊、那霸三府出身者担任                                                                                          |
| 从九品 | 登仕佐郎      |              |                       |                | 登仕佐郎琉球语称“筑登之座” |

琉球官职分为正、从九品。國王稱「御主加那志前」，其下的王弟、王叔、国相皆称“某地王子”。王子之下为各地按司，他们将手中兵权上交国王，聚居于首里，遥控其领地，每年派遣一名官員到自己領地檢查當地事務。王子、按司皆被尊稱為「御殿」。
按司再下为王舅、法司、紫巾官，称“某地亲方”。三品以下黄帽官称“某地亲云上”。親方和有領地的親雲上（讀作「ペークミー / Pekumi」）被尊稱為「殿內」。三品以下黄帽官无领地者，称“某里之子亲云上”、“某筑登亲云上”。从六品叙德郎、从七品叙功郎，统称“某掟亲云上”。八品红帽官称“某里之子”（领地方者称“某地里主”）。九品称“筑登之”，不入流者称“某子”。有領地的官員為上級士族；無領地的官員則是一般士族，一般士族被稱為「親雲上」（發音為「ペーチン / Pechin」，與有領地的「親雲上」發音不同）。
平民則被稱為百姓。在首里、那霸、久米、泊村居住的稱為「町百姓」；其他地方則稱「田舍百姓」。百姓亦可以通過一定途徑進陞為新參士族，這些新參士族被稱為「仁屋」。

### 王府行政機構
| 王府行政機構圖 |               |                                                         |                                                              | |              |                                                                                   |                                                                                   |                                                           | | |
| 寶座           | 寶座          | 國王（御主）                                            | 國王（御主）                                                 | 國王（御主） | 國王（御主） | 國王（御主）                                                                      | 國王（御主）                                                                      | 國王（御主）                                              | 國王（御主） | 國王（御主） |
| 評 定 所       | 御座          | 攝政                                                    | 攝政                                                         | 攝政 | 攝政         | 攝政                                                                              | 攝政                                                                              | 攝政                                                      | 攝政 | 攝政 |
| 評 定 所       | 御座          | 三司官                                                  |                                                              | |              |                                                                                   |                                                                                   |                                                           | | |
| 評 定 所       | 下御座        | 表十五人                                                | 表十五人                                                     | 表十五人 | 表十五人     | 表十五人                                                                          | 表十五人                                                                          | 表十五人                                                  | 表十五人 | 表十五人 |
| 中央政廳       | 中央政廳      | 物奉行所                                                | 物奉行所                                                     | 物奉行所 | 申口方       | 申口方                                                                            | 申口方                                                                            | 申口方                                                    | 申口方 | 申口方 |
| 中央政廳       | 中央政廳      | 用意方物奉行所                                          | 給地方物奉行所                                               | 所帶方物奉行所                                                                                                   | 平等方       | 泊地頭                                                                            | 泊地頭                                                                            | 双紙庫理                                                  | 鎖之側 | 鎖之側 |
| 中央政廳       | 中央政廳      | 物奉行                                                  | 物奉行                                                       | 物奉行 | 平等之側     | 泊地頭                                                                            | 泊地頭                                                                            | 双紙庫理                                                  | 鎖之側 | 鎖之側 |
| 中央政廳       | 中央政廳      | 吟味役                                                  | 吟味役                                                       | 吟味役 | 吟味役       | 吟味役                                                                            | 吟味役                                                                            | 吟味役                                                    | 日帳主取 | 日帳主取 |
| 役座 （役所）  | 役座 （役所） | - 山奉行所 - 砂糖藏 - 用意藏 - 大台所 - 料理座 - 催促方 | - 船手藏 - 高所 - 勘定座 - 用物座 - 給地座 - 救助藏 - 道具当 | - 田地方 - 取納座 - 座檢者方 - 諸製方 - 米藏 - 仕上世座 - 宮古藏 - 銭藏 - 賦方 - 蘇鉄方 - 紙座 - 櫨垂方 - 請地方 | - 玉陵殿     | - 寺社座 - 大与座 - 總横目 - 泊村方 - 普請奉行所 - 鍛冶奉行所 - 亙奉行所 - 總与力 | - 寺社座 - 大与座 - 總横目 - 泊村方 - 普請奉行所 - 鍛冶奉行所 - 亙奉行所 - 總与力 | - 下庫理 - 書院 - 納殿 - 小細工奉行所 - 貝摺奉行所 - 厩方 | - 御系圖座 - 久米村方 - 那霸里主所 - 国学 - 久米村明倫堂 - 首里三平等学校所 - 那霸四町学校所 - 泊村学校所 - 首里各村学校所 - 諸浦在番 | - 御系圖座 - 久米村方 - 那霸里主所 - 国学 - 久米村明倫堂 - 首里三平等学校所 - 那霸四町学校所 - 泊村学校所 - 首里各村学校所 - 諸浦在番 |

- 青字：表十五人

#### 評定所
評定所，是王府管理國政的最高機關。攝政、三司官的辦公場所被稱為「御座」或「上御座」，表十五人的辦公場所則被稱為「下御座」。
攝政亦稱國相，相當於中國的丞相和日本的攝政、關白，為琉球朝廷的最高官職。但與中國的丞相不同的是，攝政僅僅只是個虛職，管理國家的禮儀，往往沒有實權。歷史上只有菊隱、向象賢二人例外。攝政由王族（王子、按司）出任。
三司官又稱法司，位居攝政之下，是琉球朝廷的最高級別實權官員，相當於中國的三公、三師。三司官共設有三人，由親方中選舉產生。擁有選舉權者包括琉球的王族和上層士族共兩百餘人。王族則只有選舉權，沒有被選舉權。三人分別擔當用地方、給地方、所帶方三個職責，其位階為親方，正一品至從二品不等。
表十五人位於攝政、三司官之下，共由十五人組成，其人員為物奉行三人，其下次官級的吟味役三人；申口方長官四人，其下次官級的吟味役三人、日帳主取兩人。表十五人負責討論國政的重要議題，並將討論結果上申於攝政和三司官。表十五人亦稱十五人眾或奉行眾，相當於中國隋唐至明清的六部、日本現代的國務大臣。

#### 物奉行所
物奉行所包括用意方、給地方、所帶方三個物奉行所，每個物奉行所各設有物奉行一人。每個物奉行在三司官的監督下管理各自的物奉行所。物奉行相當於今日中國的部長和日本的大臣，其下設有次官級吟味役。物奉行官階為親方（從二品），吟味役官階為親雲上（正四品）。 
用意方物奉行所是管理國有財產、保護山川的官廳，其下管轄有山奉行所、砂糖藏、用意藏、大台所、料理座、催促方各役所。給地方物奉行所是管理給予官府役人、旅費等事務的官廳。管轄船手藏、高所、勘定座、用物座、給地座、救助藏、道具當各役所。所帶方物奉行所為管理租稅、國庫出納等事務的官廳。下轄田地方、取納座、座檢者方、諸制方、米藏、仕上世座、宮古藏、錢藏、賦方、蘇鐵方、紙座、櫨垂方、請地方各役所。

#### 申口方
申口方指的是平等方、泊地頭、雙紙庫理、鎖之側四個官廳。除平等方之外，其長官的官職名與官廳名相同。各長官之下設置吟味役、日帳主取。申口方的長官亦稱耳目官，官階為親雲上（正三品），位於物奉行之下。其下次官級為親雲上（正四品）。
平等方是司法（裁判所、警察署）以及負責管理首里土地、山林的官廳，亦稱平等所。其長官稱為平等之側。另外，平等方亦負責警衛琉球王家陵墓玉陵。泊地頭是負責管理琉球第二貿易港口泊村的戶籍、民事、公安、消防、宗教、建設的官廳，其長官與官廳同名。管轄寺社座、大與座、總橫目、泊村方、普請奉行所、鍛冶奉行所、互奉行所、總與力各役所。雙紙管理是負責知行、褒賞、工藝及宮中事務的官廳和長官名。管轄下庫理、書信、納殿、小細工奉行所、貝摺奉行所、厩方各役所。鎖之側是執掌外交、文教等事務的官廳和長官名，下轄御系圖座、久米村方、那霸里主所、國學、久米村明倫堂、首里三平等學校所、那霸四町學校所、泊村學校所、首里各村學校所、諸浦在番各役所。

### 领地与俸禄
琉球國的最高行政區劃為間切。王子、按司世襲領有采地（領地），該領地依其身份的不同被稱為王子地頭或按司地頭，統稱按司地頭。親方領有一間切的總地頭，也另一部分親方則領有一個村的脇地頭。親雲上領有一個村的脇地頭。一般士族的官員則沒有自己的領地。
士族作為琉球國的貴族階級，各自持有用漢語撰寫的家譜，因此被稱為「持系者」。相對於士族，平民則沒有家譜，被稱為「無系」。一八七三年，日本明治政府在琉球國設置藩廳以後，對琉球的人口進行調查，發現持系者占琉球總人口四分之一以上。實際在王府出任官職者僅占其中的一小部分，大部分士族既沒有官職也沒有俸祿。
琉球王室宗亲的王叔、王子、王孙、勋旧大臣皆授予一府（间切）或二府为采地。大夫以下有功者、“闽人三十六姓”世袭者，皆授一村（县）为采地。由王室宗亲受封采邑者，其领地俸禄世袭，由长子继承。由官职爵位受封食邑者，除官即交还食邑。领地如出产米一百石，则耕夫自留五十石，领主收五十石；禄主所收五十石米内，有公费、杂派等十余石，实收三十余石。领主日常所需的鸡、猪、柴薪等物用时取之，折合为租米抵充租赋。食邑采地之人需要为领主服劳役，其人数视官秩为多寡：国相、法司十六人，紫金大夫十一人，紫巾官十人，黄帽官四人，红帽官二人，皆每月更替。琉球实行领地遥领制度，按司全部集中居住于首里，其领地每年将收成送至都城。
首里、泊、那霸职官年俸：
- 国相：领一府或二府，禄米六百石。有功者，加禄米至七百石、八百石、九百石，至一千石止，终身世禄。嗣子及嗣孙各赐禄米三百石，采地一府；至曾孙，量功为差。
- 法司：采地一府，禄米四百石，终身世禄。嗣子及嗣孙各赐禄米八十石，采地一府；至曾孙，量功为差。
- 国舅：采地一府或一县，禄米八十石，至二百石止，量功赐之，终身世禄。视功之大小赐其子孙禄米、采地。
- 紫巾官：采地一府或一县，禄米三十石，至八十石止，视功之大小赐之。终身世禄。
- 司宾、耳目官：采地一府，禄米八十石；典宝、司刑、管泊耳目官并度支正、度支同知，禄米皆四十石；赞议官，禄米十六石。
- 那霸官：采地一县，禄米八十石。
- 遏闼理官：禄米十石。

久米村唐营职官年俸：
- 紫金大夫，采地一邑，禄米五十石或八十石、一百二十石，视功之大小赐之。终身世禄，嗣子赐采地，禄米五十或四十石；至孙，量功为差。
- 正议大夫，采地一县，禄二十石或三十石，量功为差。未赐禄者，岁俸支给禄米十二石。
- 中议大夫，采地一县，岁俸支给禄米一十石。
- 长史，采地一县，禄米二十石。
- 都通事，俸米八石；或有采地、或无采地。
- 副通事，俸米五石。
- 通事，俸米四石。
- 秀才，俸米二石。
- 若秀才，一石（久米“闽人三十六姓”子弟年满七岁，为若秀才，即领俸米）。

### 行政区划

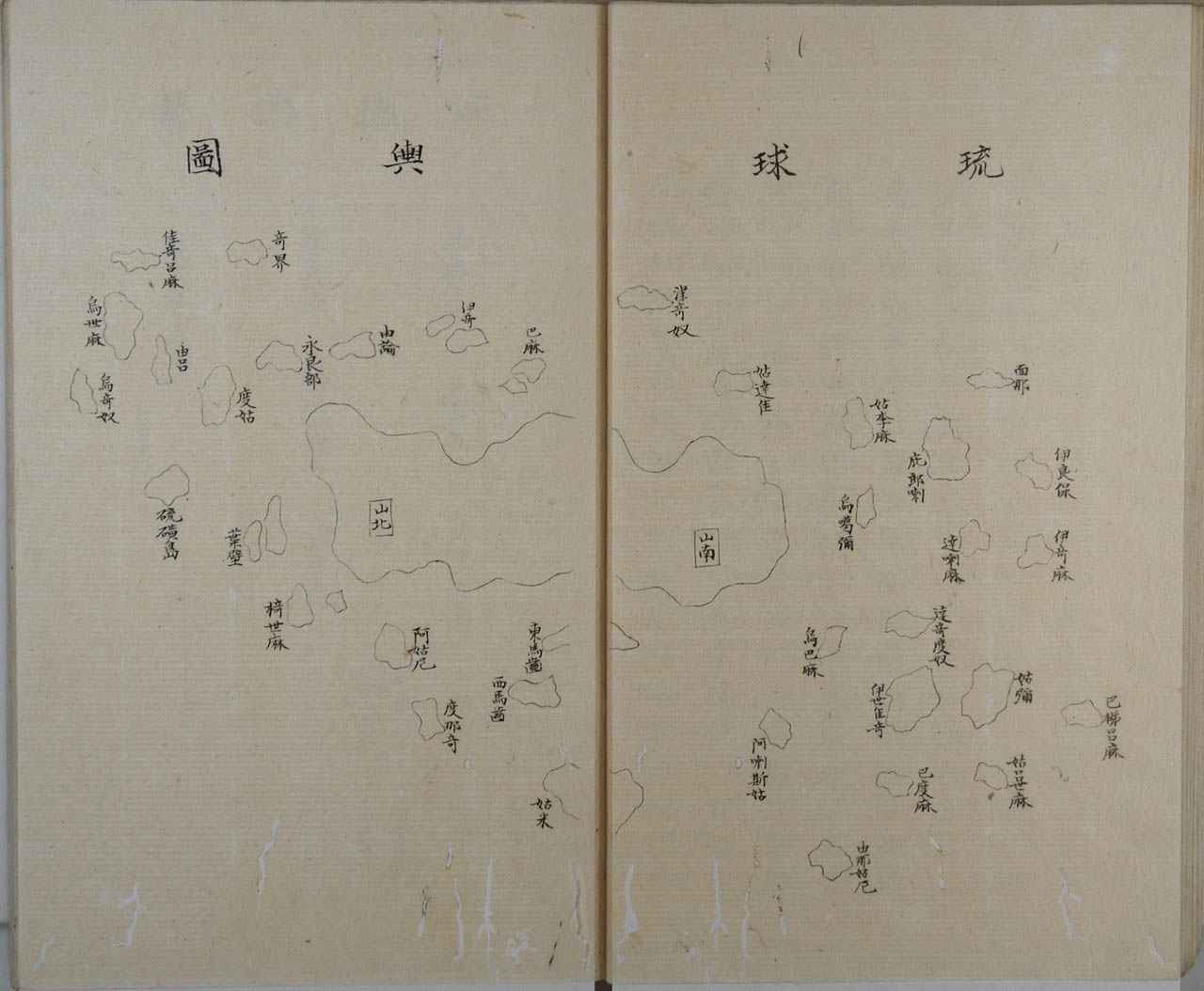
1712年琉球輿圖

琉球的統治中心位於沖繩島，宣德年間三山統一以後，沖繩島被劃分為國頭方、中頭方、島尻方三個部份，其所轄地域大致與三山時代的北山、中山、南山三個王國相當，因此有時候也會以昔日三個王國的名字來作為別稱。不過「方」僅僅只是虛級的行政區劃。「方」之下為「間切」，相當於今日的市町村。「間切」之下為基礎行政單位「村」。
根據琉球正史《中山世譜》記載，「方」的漢文稱為「府」，「間切」的漢文稱為「郡」。但清朝冊封副使周煌所著的《琉球國志略》中，卻將「方」稱為「省」、「間切」稱為「府」。
此外，琉球尚有所轄三十六個離島，加上沖繩島的三個「方」，統稱「三府三十六島」。
根據雍正二年（1724年）編纂完成的《中山世譜》記載，當時琉球共有三府、五州、三十五郡、三十六島：
- 中頭方（中山府），分為五州、十一間切。五州：首里、三平等、那霸四町、久米村、泊村。十一間切：西原、浦添、宜野灣、北谷、讀谷山、越來、美里、中城、勝連、與那城、具志川。
- 島尻方（南山府），分為十五個間切：真和志、南風原、東風平、大里、佐敷、知念、玉城、摩文仁、具志頭、喜屋武、真壁、高嶺、兼城、小祿、豐見城。
- 國頭方（北山府），分為九個間切：恩納、金武、久志、名護、羽地、本部、今歸仁、大宜味、國頭。
- 三十六島：
  - 宮古群島（麻姑山），共計七個島：庇郎喇（平良島，今稱宮古島）、姑李麻（來間島）、烏噶彌（大神島）、伊奇麻（池間島）、面那（水納島）、伊良保（伊良部島）、達喇麻（多良間島）。
  - 八重山群島（大平山），共計九個島：伊世佳奇（石垣島）、姑彌（古見島，今稱西表島）、烏巴麻（小濱島）、阿喇斯姑（新城島）、達奇度奴（竹富島）、巴梯呂麻（波照間島）、姑呂世麻（黑島）、巴度麻（鳩間島）、由那姑尼（與那國島）。
  - 其他島嶼：姑達佳（久高島）、津奇奴（津堅島）、巴麻（濱比嘉島）、伊奇（伊計島）、姑米（久米島）、東馬齒山（前慶良間島，今稱渡嘉敷島）、西馬齒山（西慶良間島，今稱座間味島）、度那奇（渡名喜島）、阿姑尼（粟國島）、椅世麻（伊江島）、葉壁（伊平屋島）、硫磺島（鳥島）、度姑（德之島）、由論（與論島）、永良部島（沖永良部島）、由呂（與路島）、烏奇奴（垣路間島，今稱請島）、佳奇呂麻（加計呂麻島）、烏世麻（奄美大島）、奇界（喜界島）。

其中，上述的「五州」中，首里三平等包括真和志之平等、南風之平等、西之平等，那霸四町包括西村、東村、若狹町村、泉崎村。首里三平等、那霸、久米、泊為士族聚居地，這些地區不屬於間切，也不會被分封出去。
此外值得一提的是，度姑（德之島）、由論（與論島）、永良部島（沖永良部島）、由呂（與路島）、烏奇奴（請島）、佳奇呂麻（加計呂麻島）、烏世麻（奄美大島）、奇界（喜界島）這八個島嶼在慶長琉球之役後雖然是琉球名義上的領土，事實上被薩摩藩佔據，為薩摩藩的藏入地。

## 軍事
關於早期琉球的軍事防禦體系，在史料中沒有任何記載。尚真王時代，琉球王府的統治開始走向中央集權化。1522年，尚真王頒行刀狩令，沒收全國了的兵器，將統治各地的按司遷到首里城居住。此後經過1554年尚清王的改革，確立了琉球的軍事體系——「庫理・ヒキ制度」。
琉球是一個非武裝國家，沒有設立正規的軍隊。而根據「庫理・ヒキ制度」，琉球王府在沖繩本島中南部一帶，設立有名叫「ヒキ」的王府衛隊和名叫「間切軍」的民間軍事組織。
「ヒキ」衛隊在民間俗稱「首里親軍」（しよりおやいくさ），是由琉球王府直接管轄的衛隊。每個「ヒキ」衛隊共二十餘人，由勢頭親雲上一名擔任隊長，筑殿親雲上一名擔任副隊長，其他成員都由家來赤頭（城的平役人）充當。琉球總共有十二支「ヒキ」衛隊，分為丑日班、酉日班和巳日班三組，每組四支隊伍，按照固定的日期輪班。「ヒキ」衛隊的三個班組，分別隸屬於名叫「庫理」（こおり）的三個機構管轄。其中丑日班由某「庫理」（史失其名）統轄，酉日班由「南庫理」統轄，巳日班由「北庫理」統轄。這三個庫理分別由三名法司管理，而法司的直接上司便是琉球國王。根據《琉球國由來記》的記載，這十二支「ヒキ」的名字分別為：勢遣富（セイヤリトミ）、世高富（セダカトミ）、浮豐見（ウキトヨミ）、謝國富（ジャクニトミ）、島內富（シマウチトミ）、押明富（オシアケトミ）、勢治荒富（セヂアラトミ）、相應富（フサイトミ）、世持富（ヨミチトミ）、雲子富（クモコトミ）、世次富（ヨツギトミ）、安舞富（アマエトミ）。
三組衛隊輪流守衛首里城、那霸港北岸一帶、那霸港南岸至豐見城一帶。而那霸港南岸至豐見城一帶，也由南部各間切組織的民兵「間切軍」協助守衛。「ヒキ」衛隊和「間切軍」的總人數大約在數千人左右。此外，琉球於1554年在那霸港的南岸和北岸分別建造了屋良座森城和三重城這兩座炮臺，憑藉天險拱衛著那霸港，避免該港遭受倭寇的入侵。
琉球王府還在今歸仁城設置北山監守一職，統轄數百人的衛隊，負責守衛沖繩本島的北部。
琉球的軍事組織基本是用來維持治安和防禦倭寇的。除了尚清王、尚元王時代曾動用這些軍事組織遠征奄美大島之外，琉球沒有對外用兵過。琉球的軍事裝備較差，1609年薩摩入侵琉球之後，薩摩藩清點琉球的武器，竟然發現琉球只有五百張弓、三百挺槍、三百領甲胄以及若干刀、矛。

## 對外關係

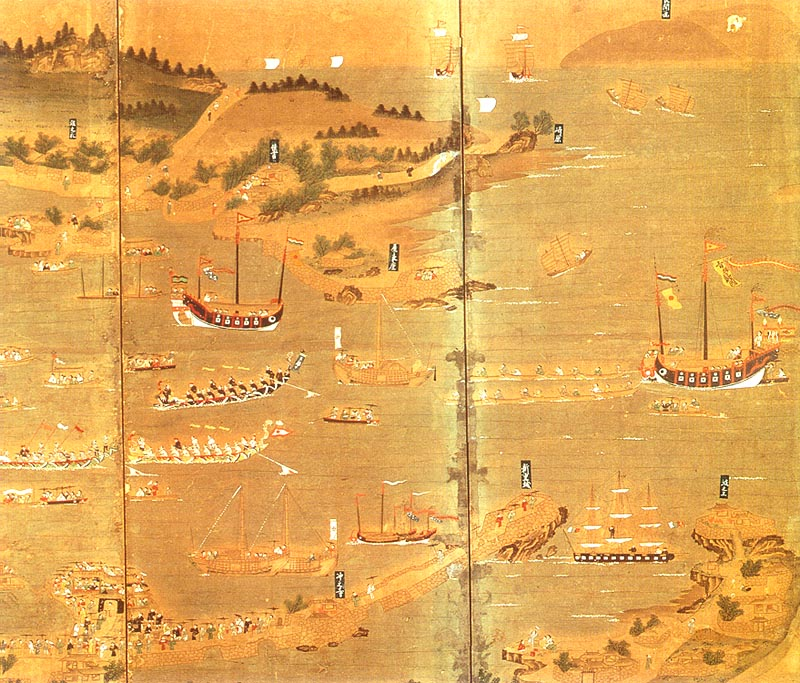
明朝时期的琉球那霸港，15至16世纪东南亚最繁华的商港

琉球国跟東亞的不少藩属国（如越南、朝鮮等）一樣，受中国皇帝（明清两朝）的册封，在名义上向明清朝貢。1609年薩摩藩入侵後，萨摩藩驻扎琉球在番奉行于该国，以监督其国政，琉球亦直接向江戶幕府的將軍朝貢（稱為“上江戶”）。
在相当长的时期内，琉球与朝鲜的贸易关系也非常频繁，仅次于中国、日本。除此以外，琉球还与週邊國家如暹羅、佛大泥、巡達、三佛齊、爪哇国、蘇門答臘、滿剌加、占城、安南、呂宋等國，以及更遠的中东地区（今土耳其、巴基斯坦等国）进行外交和贸易往来，琉球国与暹罗国、爪哇国进行过官方文书“咨”的交往。大約在15至16世紀期間，琉球國通過轉口貿易而獲得巨大利潤，成為一個非常富有的國家，被稱作「萬國津梁」。在「萬國津梁之鐘」的銘文裡，尚泰久王曾自豪地誇耀「琉球國者，南海勝地，而鍾三韓之秀；以大明為輔車，以日域為唇齒，在此二中間湧出之蓬萊島也。」但在1611年《掟十五條》簽訂之後，琉球官方僅限於在薩摩藩的約束下與中國等國貿易，財政也隨之陷入了困窘的境地。
在近代，1860年以后，琉球与美国和法国有过官方接触，并签署《琉美修好條約》等条约。

## 经济

### 海外贸易

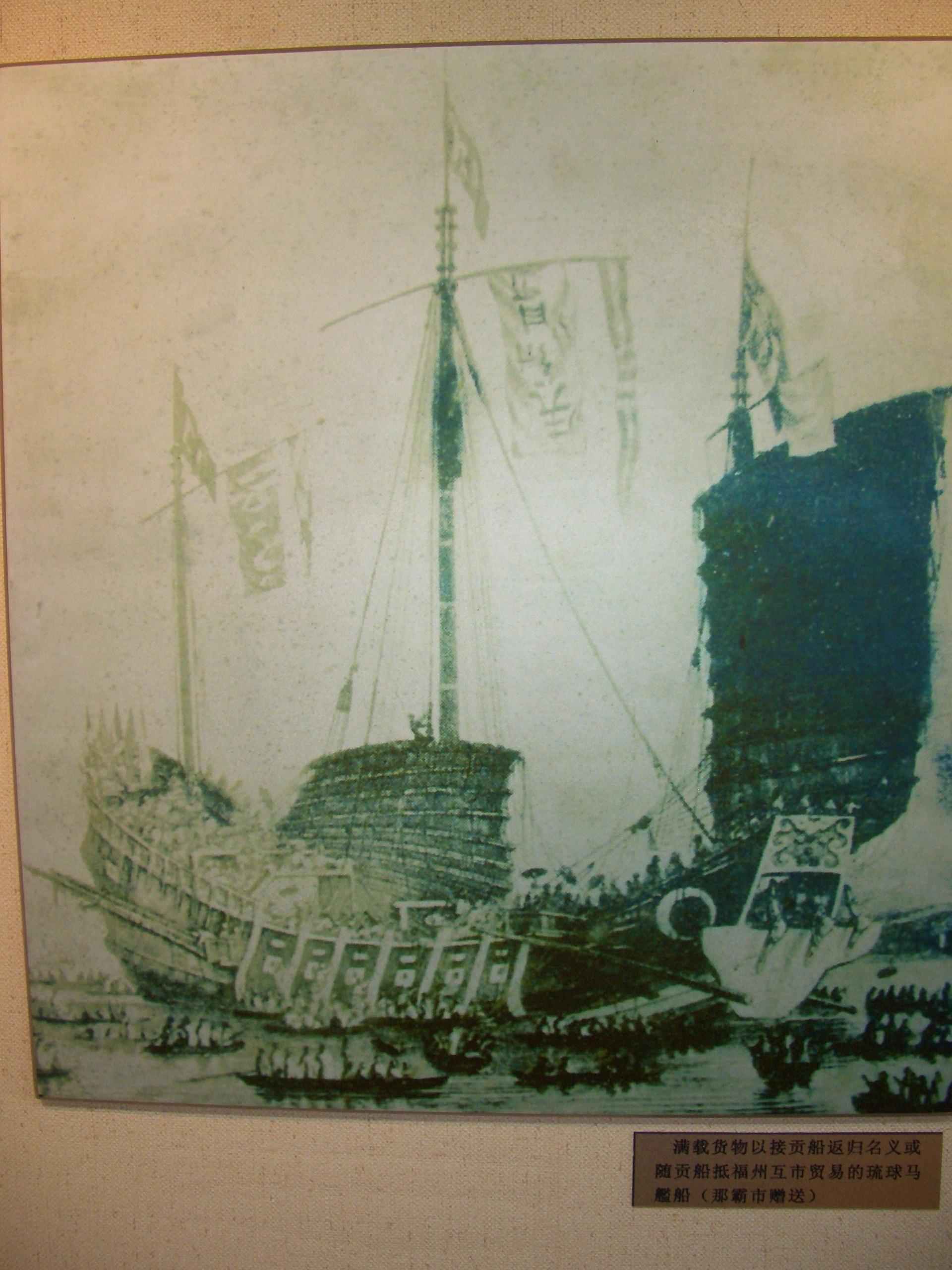
琉球馬艦船

由于国土疆域狭小，琉球无法建立以农业为基础的经济，只能通过海外贸易来获得财富。琉球不仅与中国的宗藩关系从中国获得大量的物资供应，还发展成为锁国状态下中国的海上对外贸易“总代理”。琉球的船只往来那霸与福州之间，还北上日本、朝鲜，南下安南、吕宋、暹罗、亚齐、爪哇、滿剌加等，遍布整个南洋群岛。琉球从这样的“转口贸易”中富裕起来。
琉球海外贸易的大宗货物是向中国出售日本的白银、漆器、刀剑、屏风和扇子，将中国出产的药材、瓷器、丝绸、铜钱转售到日本和朝鲜，并将东南亚、印度和阿拉伯半岛出产的犀牛角、苏木、香料、锡、糖、象牙、乳香、龍涎香销售到中国、日本、朝鲜三国。
福州是琉球主要的在华贸易港口，琉球商人在福州交易的货物种类繁多，有各种手工业品、医药、香料、矿产、海产、纺织品及其他珍奇货物。福州还有人“代售球商之货”。琉球商人从福建带走的货物主要是陶瓷、漆器和丝绸三大类。
琉球国对中国的朝贡贸易在康熙初年已经十分发达。带到中国的货物有金银罐、金银粉匣、金缸酒海、泥金彩画围屏、泥金扇、泥银扇、画扇、蕉布、苎布、红花、胡椒、苏木、腰刀、火刀、枪、盔甲、马、鞍、丝、绵、螺盘，额外增加的朝贡之物无定额。1680年（康熙十九年），琉球再次進貢，皇帝令免部分奢侈品。以后的朝贡中，只有马及熟硫磺、海螺壳、红铜等物。
朝鮮通过琉球向南洋的转口贸易也有发展，从南洋进口药物、香料和珍珠、玳瑁、珊瑚等奢侈品。在琉球都城首里城（朝鲜称为海浦）出现了专门航行到朝鲜的琉球贸易船。琉球与朝鲜的关系在政治和经济方面都有发展，但经济的作用大于政治作用，因为他们同属于明朝的藩属。
琉球与东南亚的经济关系是互补的作用。16世纪，荷兰、西班牙、葡萄牙等国的势力已经进入东南亚，他们的产品通过琉球的中转站卖到朝鲜、日本，获得了丰厚的利润。但是16世纪末至17世纪，随着西方国家与中国建立直接的贸易联系，以及萨摩入侵，琉球的转口贸易地位趋于衰落。此後，琉球的財政日益窘迫，有時甚至出現無錢接待冊封使而向薩摩藩借貸的情況。
琉球國土貧瘠，農業難以發展，靠轉口貿易獲得所需物品。而且國家常鬧飢荒，人們以蘇鐵果實為食。所以又有「蘇鐵地獄」之惡稱。直到1594年中国福建長樂人陈振龙在菲律賓偷運番薯引种福建，1604年琉球人野國總管又从福州将番薯苗带回琉球，由麻平衡（儀間親方真常）廣為种植。至此人民死亡大減，亦以番薯為主食。（當時只有國王和貴族階層才可以吃米）

### 通貨
早期，琉球國沒有自己鑄造的錢幣，使用「海巴」作為通貨。根據《明實錄》記載，1413年，明成祖曾賜予琉球國中山王尚思紹、南山王汪應祖寶鈔及「永樂通寶」錢；1425年冊封尚巴志之際，明宣宗又賜予琉球銅錢。此後，琉球開始使用明朝鑄造的銅錢作為通貨。1459年，因明朝所賜銅錢在志魯布里之亂中燒毀無存，尚泰久王又向明朝請賜銅錢。到了1534年陳侃出使琉球時，看到琉球國中使用日本所鑄的銅錢。而到了徐葆光出使琉球的時候，發現其國中通行日本的寬永通寶，而明朝初年所鑄的「洪武通寶」錢依舊在琉球使用。
事實上，琉球除了使用中國和日本所鑄的銅錢外，也曾發行過一些自己鑄造的銅錢。李鼎元、齊鯤在出使琉球時，都曾見到過琉球自己鑄造的銅錢。琉球的官方史料《球陽記事》則記載，1656年，尚質王命平啓祥（當間親雲上重陳）、薛禮興（古波倉筑登之親雲上賀親）利用薩摩藩的廢錢鑄造琉球自己的錢幣。這種錢幣被稱作鳩目錢，俗稱當間錢，質量差劣容易磨損，僅限國中使用，至今已無存。
在如今的古錢市場上，依舊可以看到一些琉球國早期自己鑄造的銅錢，例如尚泰久王所鑄的「大世通寶」、尚德王所鑄的「世高通寶」、尚圓王鑄造的「金圓世寶」以及尚真王的「中山通寶」。此外，還有一些日本所鑄造的、只在琉球發行的銅錢。例如在日本文久年間，薩摩藩曾以救濟琉球的名義，在琉球國發行薩摩鑄造的「琉球通寶」。

## 法律
琉球早期的律法也比較簡單，許多刑罰還是沿用琉球傳統的習慣代替法律，這種習慣法被稱為「內法」。根據中國各位冊封使的描述，可略知一二。
琉球國刑罰的傳統習慣分有死刑、輕刑兩種。其中死刑有凌遲、斬首、槍刺三種刑罰。琉球的凌遲之刑用於處決犯有謀反罪的人；槍刺之刑則是將犯人捆在十字架型的木樁上，用槍刺其心臟致死，然後梟首示眾直到木樁倒掉為止。輕刑分為流、曝日（罰在正午時分曬太陽）、夾、枷、笞。
在琉球傳統刑罰中，犯通姦罪者男女一同處死。在第二尚氏王朝初期，對盜竊罪處罰十分嚴厲而且非常殘酷，先剖開腹腔，然後割去鼻子、砍去雙腳將竊賊殺死。到了中期，對盜竊罪的懲罰才有所減輕，依據犯人犯罪次數，分別改為笞刑、夾、曝日，甚至流刑或斬刑。
琉球民風淳樸，因此律法較為簡單，「國中不設廳，無聽訟之所」，每當遇到犯罪之事即報知法司，由法司裁奪其罪，即使是官長的親屬亦依法論罪，不留情面。。
由於這種律法會產生「事同刑異，輕重不均，難以剖決」的現象，因此在1775年，尚穆王命令馬國器（與那原親方良矩）、向天迪（譜久山親方朝紀）、馬克義（幸地親方良篤）、蔡世昌（高島親方汝顯）等人編撰《琉球科律》，於1786年編寫完成並正式頒行。尚灝王在位時，又編纂了刑典《新集科律》。

## 人口及身份構成
琉球國的人口主要集中在首里三平等、那霸四町、久米村、泊村四個地區。這四個地區的士族分別被稱為首里士族、那霸士族、久米士族和泊士族，該地域的百姓被稱為「町百姓」。其他地域的人口較少，被稱為「田舍百姓」。
以下是薩摩藩對琉球人口的統計。琉球的人口統計由薩摩藩負責，但在江戶幕府的全國人口調查中不把琉球列入其中。值得一提的是，奄美群島作為薩摩藩的藏入地，是被單獨劃出進行統計的；但由於奄美仍是琉球名義上的領土，故附列於下表之中。另外，琉球逃人頭稅的遺漏人口非常多，1879年废藩设县之後，沖繩縣廳於1920年進行人口普查，得到的人口數據激增（數據附於表末）。
| 公曆       | 日本年號   | 中國年號     | 琉球本土 | 琉球本土 | 琉球本土 | 道之島（奄美群島） | 道之島（奄美群島） | 道之島（奄美群島） | 琉球群島全域 |
| 公曆       | 日本年號   | 中國年號     | 合計     | 男       | 女       | 合計               | 男                 | 女                 | 琉球群島全域 |
| ---------- | ---------- | ------------ | -------- | -------- | -------- | ------------------ | ------------------ | ------------------ | ------------ |
| 1632年     | 寬永九年   | 崇禎五年     | 108,958  | 53,610   | 55,348   |                    |                    |                    |              |
| 1636年     | 寬永十三年 | 崇禎九年     | 111,669  | 54,496   | 57,173   |                    |                    |                    |              |
| 1659年     | 萬治二年   | 順治十六年   | 112,764  | 55,721   | 57,043   |                    |                    |                    |              |
| 1665年     | 寬文五年   | 康熙四年     | 110,241  | 54,188   | 56,053   |                    |                    |                    |              |
| 1670年左右 | 寬文年中   | 康熙初年     | 110,211  | 54,188   | 56,053   | 31,377             |                    |                    | 141,588      |
| 1672年     | 寬文十二年 | 康熙十一年   | 116,483  | 57,540   | 58,943   |                    |                    |                    |              |
| 1677年     | 延寶五年   | 康熙十六年   | 122,213  | 60,558   | 61,655   |                    |                    |                    |              |
| 1684年     | 貞享元年   | 康熙二十三年 | 129,995  | 64,235   | 65,760   |                    |                    |                    |              |
| 1690年     | 元祿三年   | 康熙二十九年 | 128,567  | 63,430   | 65,137   |                    |                    |                    |              |
| 1699年     | 元祿十二年 | 康熙三十八年 | 141,187  | 69,195   | 71,992   |                    |                    |                    |              |
| 1706年     | 寶永三年   | 康熙四十五年 | 155,108  | 76,026   | 79,082   | 49,472             | 25,051             | 24,421             | 204,580      |
| 1707年     | 寶永四年   | 康熙四十六年 | 155,261  |          |          |                    |                    |                    |              |
| 1713年     | 正德三年   | 康熙五十二年 | 157,760  |          |          |                    |                    |                    |              |
| 1721年     | 享保六年   | 康熙六十年   | 167,671  | 80,009   | 87,662   |                    |                    |                    |              |
| 1729年     | 享保十四年 | 雍正七年     | 173,969  |          |          |                    |                    |                    |              |
| 1761年     | 寶曆十一年 | 乾隆二十六年 | 188,530  |          |          |                    |                    |                    |              |
| 1772年     | 明和九年   | 乾隆三十七年 | 174,211  |          |          |                    |                    |                    |              |
| 1800年     | 寬政十二年 | 嘉慶五年     | 155,650  |          |          | 74,593             |                    |                    | 230,243      |
| 1826年     | 文政九年   | 道光六年     | 140,565  |          |          | 77,667             |                    |                    | 218,232      |
| 1852年     | 嘉永五年   | 咸豐元年     | 132,678  |          |          | 85,125             |                    |                    | 217,803      |
| 1920年     | 大正九年   | 中華民國九年 | 571,572  |          |          |                    |                    |                    |              |

| 身份、地域、職業       | 1677年 （延寶五年） | 1684年 （貞享元年） | 1706年 （寶永三年） | 1772年 （明和九年） | 1800年 （寬政十二年） | 1826年 （文政九年） | 1852年 （嘉永五年） |
| ---------------------- | ------------------- | ------------------- | ------------------- | ------------------- | --------------------- | ------------------- | ------------------- |
| 琉球本土               | 122,213             | 129,995             | 155,108             | 174,211             | 155,650               | 140,565             | 132,678             |
| 按司、親方、士         |                     |                     | 14,014              | 37,323              | 43,479                | 50,700              | 50,091              |
| 家來、下人             |                     |                     | 13,134              | 13,409              | 112,158               | 14,332              | 14,656              |
| 寺社                   |                     |                     | 175                 | 211                 | 112,158               | 99                  | 94                  |
| 在鄉                   |                     |                     | 127,780             | 123,254             | 112,158               | 75,418              | 67,821              |
| 入墨流人               |                     |                     | 5                   |                     |                       |                     |                     |
| 行脚                   |                     |                     |                     | 14                  | 13                    | 16                  | 16                  |
| 道之島（奄美群島）     |                     |                     | 49,472              | 74,910              | 74,593                | 77,667              | 85,125              |
| 鄉士格                 |                     |                     |                     | 47                  |                       | 192                 | 1,566               |
| 寺社                   |                     |                     |                     | 2                   |                       | 1                   |                     |
| 在鄉                   |                     |                     | 49,302              | 74,131              |                       | 76,814              | 82,782              |
| 流人、遠島者、赦免居附 |                     |                     | 170                 | 719                 |                       | 660                 | 777                 |
| 德之島乞食             |                     |                     |                     | 11                  |                       |                     |                     |
| 琉球群島人口           |                     |                     | 204,580             | 249,121             | 230,243               | 218,232             | 217,803             |

### 人种
當前的基因研究顯示，琉球人的等位基因與繩文人和阿伊努人最為接近，而東亞大陸人口的基因貢獻則較少。大約在12世紀左右的御城時代，琉球列島的原住民才開始與外族（目前認為是從日本列島過去的移民）混合成為今天的琉球人。。
而根據考古證據，史前時代的琉球群島北部（奄美群島、沖繩群島）與南部（宮古群島、八重山群島）人口的全基因組差異性相當明顯，目前遺傳學家認為這是個遺傳漂變現象而非與鄰近地區的人口混合。

## 传统文化

### 语言及文字

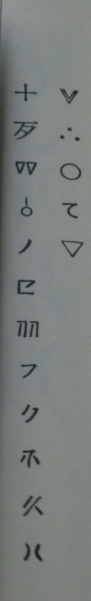
琉球古字

琉球語（尤其沖繩中央方言）是琉球國的主要語言之一。琉球诸语属于日琉语系，与日语有亲缘关系，两者皆源于古日语。但由于与日本本土长达数世纪的地理隔阂和分化，与日语在口头上已无法理解。在琉球国時代，琉球人一般使用夾雜有少量漢字的平假名记录琉球語。著名的琉歌大集《思草紙》（おもろさうし）亦是使用平假名記載的。
跟東亞的其他國家一樣，漢字也是琉球國官方文字。在其與中國、朝鮮、越南的外交往來中皆使用漢文文言文。琉球士族的家譜，也使用漢字記載。与明清和日本交往，往往“通事”（翻译）一职非常重要。
在明清時代，琉球國不斷向南京和北京的國子監以及福州的琉球館派遣留學生學習中國的語言。根據對留存下來的琉球人使用的官話課本的研究顯示，琉球人所學習的官話在語音上尤其是受到了閩語福州話的影響，嚴格地說是「福州的官話」或「福州官話」（又稱「閩語文讀音」）。
當時，琉球國在外交場合和官方文書上皆使用漢文文言文書寫，唯對日本的外交文書則使用候文。而当地土著的琉球語文獻，則藉助日本的假名進行書寫。除了漢字之外，琉球亦擁有自創的字，即球字。此外，根據日本僧人袋中的《琉球神道記》記載，琉球歷史上曾經一種用於占卜的「琉球古字」，共17字；根據琉球民間傳說，此字係天神所傳，原本有一百餘字，後來僅存17字。
琉球國內的行政文書被稱為辭令書。早期的辭令書大量使用假名來書寫。1609年薩摩入侵琉球以後，受日本影響，開始逐漸使用漢字假名混用文書寫。後來在向象賢改革中，又被改為大量使用漢字書寫。在清朝冊封使徐葆光所著的《中山傳信錄》中，提到琉球國有一種與中國不同的字母——伊魯花。琉球人使用夾雜有少量漢字的「伊魯花」作為官方公文書，用以發佈政令。徐葆光認為，伊魯花可能是「日本字母」（假名），或者是漢字簡化的切音標記。然而根據《中山傳信錄》所附的伊魯花表可知，伊魯花就是日語的假名；根據現存的琉球公文書亦可知，其公文書的文體則是日本語的候文。

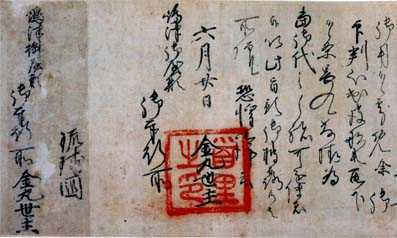
琉球國王致日本薩摩守護島津立久的國書（1471年）

除對日本外，琉球王府的對外文書都是使用漢文文言文書寫的（对萨摩藩用汉字假名混用文）。第二尚氏王朝末期琉球王府與西方國家所簽訂的通商條約，亦都是使用漢文文言文書寫。

### 宫廷文化
琉球主要受到中國、日本兩種文化的影響。但琉球文化同周边的民族的文化，如大和族、朝鲜族、臺灣原住民、汉族等都有一定区别，形成独特的文化。

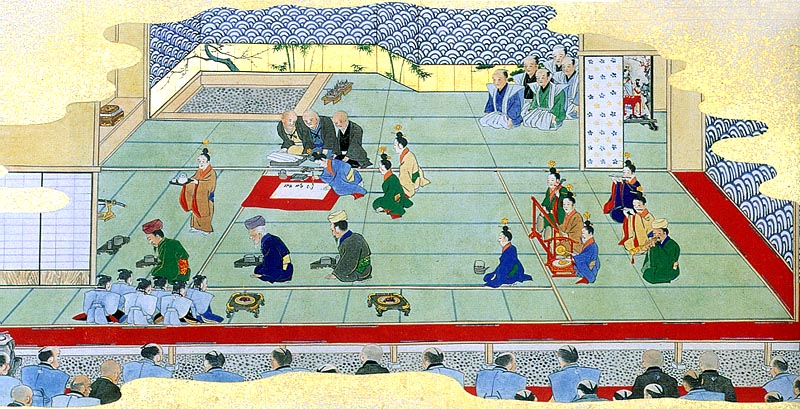
琉球宫廷音乐御座樂

在1537年至1623年之間（尚清王至尚豐王統治期間），琉球編纂了琉球歷史上第一部琉歌集《おもろさうし》。「おもろ」在琉球語中是歌的意思。《おもろさうし》由王府組織編纂，收錄了琉歌1554首。
17世紀期間，短詩型的抒情歌謠琉歌盛行。琉歌最常見的樣式是8，8，8，6的30音形式，與和歌很相似。著名的琉歌歌人有伊世高（惣慶親雲上忠義）、平敷屋里之子朝敏、向受祐（玉城親方朝薰）、馬國器（與那原親方良矩）、向國珍（本部按司朝救）、向傑（東風平朝衛）等人。許多琉歌歌人亦擅長於漢詩和和歌的創作。又，吉屋鶴與恩納鍋，約生活在尚穆王時代）二人併稱為琉歌的「女流雙璧」。
琉球國的舞劇被稱為琉球舞踊。琉球舞踊起源於歡迎中國冊封使的宮廷舞踴「御冠船踊」。御冠船踊的舞者皆為琉球的士族子弟。琉球處分後，為了與明治以後的舞踊區別，宮廷舞踊被稱為古典舞踊。古典舞踊包括老人踊、若眾踴、二才踊、女踊、打組踴等。1719年，在冊封尚敬王之際，時任踊奉行一職的向受祐（玉城朝薰），參考了日本的藝能，創立了琉球特有的舞劇組踴。
1879年，琉球藩被日本廢除後，士族階層趨於沒落。古典舞踊中的雜踴流入民間，民間舞踊誕生。日本昭和時期，舞踊開始結合現代流行音樂元素。
琉球國的宮廷音樂包括了在室內演奏的御座樂和室外演奏的路次樂，主要在迎接中國冊封使時為冊封使表演；另外，在琉球使者上江戶時，亦會為日本薩摩藩藩主和江戶幕府將軍表演。琉球古典音樂由夏德庸（幸地親方賢忠）創立，在當時攝政向象賢的大力宣導下，琉球古典音樂得以廣泛傳播。在夏德庸（幸地賢忠）之後，其弟子和再傳弟子澤岻良澤（毛氏澤岻親雲上安崇）、向日長（新里親方朝住）、蕭世安（照喜名親雲上名仙，又稱照喜名聞覺）、向全謨（屋嘉比親雲上朝寄）、向永祚（豐原朝典）、歌啟業（知念績高）等人繼承並發展之，成為琉球音樂的一個流派——湛水流。歌啟業的弟子伊丕顯（安富祖正元）、毛文揚（野村安趙）又加以改進，創立了琉球音樂的新流派安富祖流和野村流。目前在四個琉球音樂流派中，聞覺流已消亡；另外兩個流派湛水流和野村流於1972年12月28日被沖繩縣指定為無形文化財。

### 武术
在琉球古代，幾乎所有金屬製品都可以當作兵器來使用，例如劍、槍、長刀、卍字釵（ヌンティ，由漁夫的叉發展而成）、山刀、釵、棒、杖、櫂（一種漁具）、拐、鎌、鍬、雙節棍、三節棍等。甚至髮髻上戴的簪和掃地用的掃帚也被當作兵器來用。

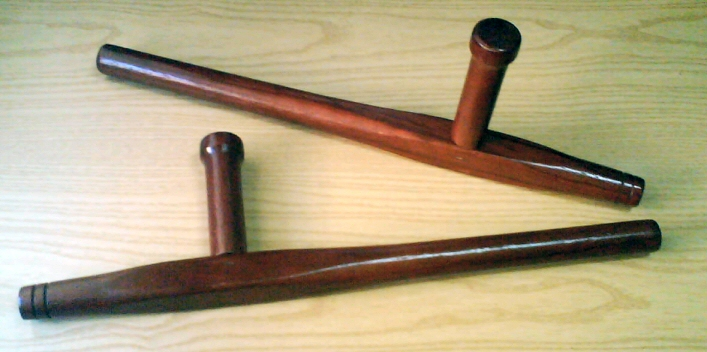
古琉球武器拐

琉球民間的傳統武術被稱為手，19世紀後亦稱唐手或唐手拳，是空手道的原型。現今大部分學者認為，琉球手是由中國武術在琉球發展而成的。中國武術由閩人三十六姓帶往琉球，結合了琉球當地一些格鬥技術，發展成琉球特有的武術手。後來唐手發展成了現代的空手道。向文琳（真壁朝顯）、佐久川寬賀、武成達（松村宗棍）等琉球武術家，其中有不少人都曾經拜福建武術家為師，有的甚至遠赴福建福州切磋武藝。

### 外来影响
琉球人喜欢在屋顶放置風獅爺像，在交通要道的路口放置石敢当。饮食方面，琉球人喜欢喝名叫泡盛的酒，係從泰國傳入的蒸餾米酒。吃油多的菜肴，吃猪蹄，这些习俗都是受到闽都文化的影響而形成的，与日本本土有一定分别。而琉球人喜歡使用日本北海道產的昆布（海草的一種），則是受到日本本土文化的影響。

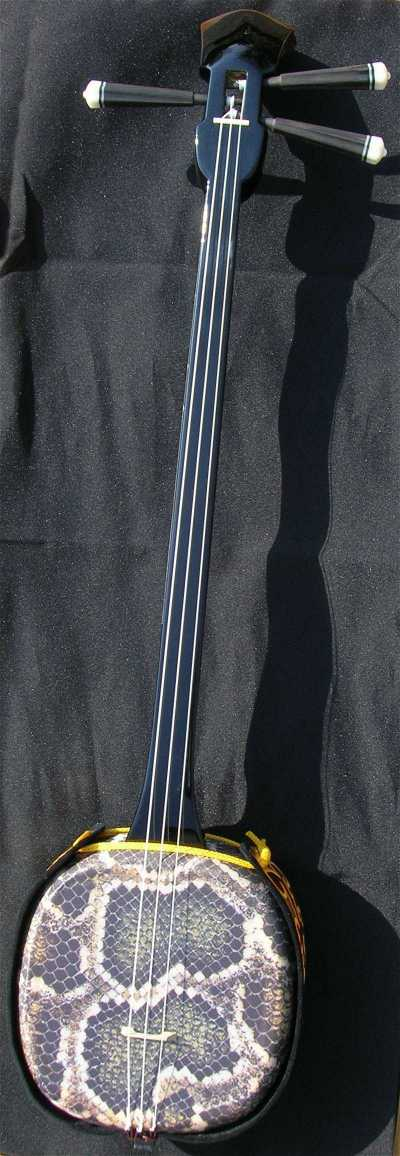
琉球國特有樂器三線

琉球人使用一種名叫三線的特有古典樂器。三線的原形是从福建传入的三弦，由閩人三十六姓帶往琉球，發展成為三線。此後，三線於16世紀左右傳入日本九州，形成日本特有樂器三味線。
琉球的工藝多受福建的影響，其染織技法為紅型，漆器為琉球漆器（和福州漆器有一定关联），陶瓷器為壺屋燒。

## 醫學和技術
琉球的醫學受到福建的影響。因琉球鄰近福建省，不少日本醫師通過琉球前往福州學醫，有些醫師因風不順停留在了琉球。如，日本越前的名醫山崎二休就擔任了尚寧王的侍醫。這些日本醫師亦對琉球醫學作出了一定貢獻。
在琉球歷史上亦曾湧現出一些著名的醫學家，其中不少曾前往中國學習。1688年，琉球進貢使者魏士哲（高嶺德明）在福州學習了治療兔唇的方法並帶回國中，為王孫尚益治療了兔唇。1604年，中國的《本草綱目》傳入琉球和日本。該書對琉球醫學產生深遠影響。但《本草綱目》中仍存在舛誤，因此在1781年，吳繼志（字子善）潛心收集琉球各地的植物繪製成圖。他攜帶圖和部分植物前往清朝的福建、京師等地，咨詢了許多藥工和藥農，於1785年編成了醫學著作《質問本草》並於清朝出版。該書後來傳入日本，立即受到酷愛蘭學和醫學的薩摩藩藩主島津重豪的賞識。1837年，《質問本草》在薩摩藩出版，並對日本醫學有著深遠影響。琉球國的御侍頭呂繼續（渡嘉敷親雲上通寬），曾於1817年和1824年間兩度前往清朝的京師，師從於醫學家張垣和張永清，並於1832年著成琉球食療法的重要指導書《御膳本草》。
此外，根據《球陽》記載，1763年晏孟德赴閩學習口腔醫術；鄭明良（湊川親雲上）曾於1679年赴閩學習換骨相法；衡達勇（1749年）、松開輝（1777年）、呂鳳儀（1824年）、松景林（1828年）等人，曾先後前往福建學習內科、外科醫術。1848年到閩的進貢使團亦曾在福州學習防疫（天行痘痂）之法。。此外，還有松景慎向英國傳教士伯德令學習較安全地預防天花的牛痘接種法。
約在1787年左右，琉球士族安里周祥（項氏，人稱飛安里）製作了一架飛行器，在那霸東南數公里處的津嘉山一帶成功飛行。

## 宗教
琉球人的宗教信仰包括琉球神道、日本神道、佛教和道教，後亦有人尊崇基督宗教。
琉球神道是琉球人固有的宗教信仰，包括祖先崇拜、御嶽信仰、来訪神信仰、龍宮信仰、東方信仰和妹神信仰。根據琉球神道的說法，龍宮在大海的彼岸，是大地豐饒與生命的根源。人死後，其靈魂將渡至龍宮，成為其肉親的守護神。守護神定期回到其生前的居住地，祈禱人間的豐饒與平安。因此像中國人一樣，琉球人亦對逝去的祖先十分尊敬，設牌位以祭之。琉球人對天然的山川、泉水、森林格外崇敬，是為御嶽信仰。琉球人對御嶽的信仰，與福建人和日本人對土地神（惠比须神）的信仰相似。
琉球人尊敬女性，亦信仰妹神，祭司和巫師只能由女性當任，稱為祝女和民間靈媒師。因此早期祝女的勢力很大，甚至威脅到國王的統治地位。尚真王即位後，實行「祭政一致」政策，對祝女制度進行了改革，將祝女置於國王的統治之下。
在第二尚氏王朝時期，首里城設有聞得大君御殿、首里殿內、真壁殿內、儀保殿內，被稱為「一本社三末社」。聞得大君御殿位於首里汀良次町，支配全國各地末社的祝女殿內。
聞得大君為王國高級神女三十三君之首，是由國王任命的最高級神女，其宗教地位位居國王之下。聞得大君由前王妃等王族女性中選出並就職。聞得大君是御殿的神體，仕「御加那志御前」、「御火缽之御前」、「金之美御加那志御前」，為國家安泰、海路安全、五穀豐登等祈禱。
受日本文化的影響，琉球人亦信仰日本神道。尚金福王在位期間，於那霸若狹町建立天照大神的神社，此為史書上所記載的琉球第一個神社。在沖繩本島，曾建有波上宮、沖宮、識名宮、普天間宮、末吉宮、八幡宮、天久宮、金武宮八個神社，即「琉球八社」。其中，八幡宮祀八幡大神，其他七社祀熊野權現。波上宮被稱為琉球第一神社。
約在英祖王時期（13世紀），僧人禪鑑漂泊至那霸。英祖王尊信禪鑑，於浦添城以西建立極樂寺，相傳此為琉球佛教之始。據《中山傳信錄》記載，琉球人的佛教分為臨濟宗和真言宗兩種。此後，察度王年間，日本僧人賴重法印來琉，於波上山建立護國寺。尚泰久王時期，日本京都高僧芥隱來琉。芥隱是琉球臨濟宗的開山鼻祖，於1492年創建圓覺寺。圓覺寺為琉球第一巨刹，繁榮一時，但不幸於1944年沖繩島戰役中毀於戰火。昔日琉球歷代國王的御後繪（肖像畫）皆供奉於圓覺寺內。在第二尚氏王朝時期，圓覺寺、天王寺和天界寺併稱為三大寺。此外，那霸的崇元寺昔日亦十分有名。
琉球人亦信仰道教。關於琉球人何時開始尊崇道教，歷史上沒有明文記載。徐葆光是1719年冊封尚敬王的副使，其所著的《中山傳信錄》中記載琉球人有祭灶、祭祖、掃墓的習俗，證明在18世紀之前琉球人已開始信仰道教。清朝的冊封使張學禮則稱在琉球國存在有三清殿。在後來，由於與中國交往日益頻繁，受中國福建一帶水手的影響，道教與琉球的一些民間信仰相結合，在婦女之間廣泛傳播。諸如對福州地區的拿公、拿婆、臨水夫人、陳尚書，以及漳、泉地區的蘇臣等航海神的信仰，相繼被福建水手帶到了琉球。琉球人的媽祖信仰則是由明朝初年的閩人三十六姓帶到琉球的。琉球國共有上下兩座天妃宮。其中，上天妃宮在久米村，下天妃宮在那霸港的天使館附近。琉球的道教神蔡姑婆，亦受到琉球人的尊崇。
1622年，琉球歷史上的第一位傳教士乘坐「南蠻船」來到八重山，在當地進行傳教。由於當時日本江戶幕府實行禁教政策，作為附庸國的琉球不得不下令禁教，要求琉球民眾對傳播和信仰基督宗教的人進行檢舉揭發。這一禁教行動一直持續到了19世紀中葉。1844年，法國傳教士科主教乘坐法國海軍的軍艦來到琉球，要求自由傳教。在軍艦的壓力下，尚育王被迫同意了傳教的要求。1846年，另一位匈牙利籍的傳教士伯德令乘坐英國軍艦來到琉球。在琉球王府的許可下，在護國寺居住並進行傳教。伯德令在琉球期間學會了琉球語，使用琉球語翻譯了新約的福音書，後來於香港出版。這為基督宗教在琉球的傳播起到了重要推動作用。

### 引用
1. ↑  三枝大悟.  (PDF). 沖縄県立博物館・美術館・博物館紀要. 2017, (11)  [2018-06-17]. （原始内容存档 (PDF)于2018-06-17） （日语）.
2. ↑  渡久地政宰『日本文学から見た琉歌概論』（武蔵野書院、1972年）、299—300。
3. ↑  . .   [2021-05-16]. （原始内容存档于2021-10-09）.
4. ↑  翟金明. 琉球国金石文献述略 （页面存档备份，存于）[J]. 形象史学, 2015, 000(002):P.174-182.
5. ↑  . 中国社会科学院古代史研究所. 2018-12-25  [2021-05-16]. （原始内容存档于2021-12-18）.
6. ↑  《歷代寶案》作「吳濟」，參見《歷代寶案》卷18－03。樺山久高全名「樺山權左衛門久高」，「吳濟（琉球語：／ ）」發音與「權左衛（日语：／ Gozae）」相近。
7. ↑  《歷代寶案》作「他魯濟」，參見《歷代寶案》卷18－03。平田增宗全名「平田太郎左衛門增宗」，「他魯濟（琉球語：／ ）」發音與「太郎左衛（日语：／ Tarōzae）」相近。
8. ↑  中山世譜·附卷一》：「〔萬暦〕三十九年辛亥，家久公出賜琉球一紙目録。此時，鬼界、大島、德島、永良部、與論始屬薩州。然彼五島原係吾國管轄之地，故容貌衣服迄今留，與吾國無以相異。」
9. ↑  《中山世譜·首卷》：「三十六島……度姑【俗叫德島】、由論【俗叫與論】、永良部【俗同】、由呂【俗叫與呂】、烏奇奴【俗叫沖野】、佳奇呂麻【俗叫垣路間】、烏世麻【俗叫大島】、奇界【俗叫鬼界】。」
10. ↑  《琉球國志略·卷四上》：「東北八島：由論、永良部、度姑、由呂、烏奇奴、佳奇呂麻、大島、奇界。……臣按汪楫《錄》：『七島者，口島、中島、諏訪瀨島、惡石島、卧蚆島、平島、寶島也；人不滿萬，惟寶島較大。國人統呼之曰土噶喇；或曰即倭也。然國人甚諱之，殊不知有日本者。』臣閒覽其國所置經書，悉係日本所刻；仍用漢文，旁印鉤挑字母。且有寶歷、永祿、元和、寬永、天和、貞亨、元祿諸名色，又皆日本僭號：則與日本素相往來，明矣。一說七島本國屬，尚寧王被襲，割地與之，王乃歸；即七島也。今非所屬，故不詳。」
11. ↑  《舊記雜錄》，後編五，756條
12. ↑  《舊記雜錄》，追錄二，1715條及1724條
13. ↑  《明清時期琉球日本關係史》，何慈毅著，江蘇古籍出版社，54~55頁ISBN 7-80643-319-8
14. ↑  Yanagihara Masaharu. . Roberts, Anthea;  et al  (编). . [Oxford University Press]]. 2018: 141–160, ос. 155. ISBN 978-0190697570 （英语）.
15. ↑  《中山世譜·附卷七》
16. ↑  社科院专家：依据战后处置日本规定 琉球也到可再议的时候 的存檔，存档日期2013-10-06.（简体中文）
17. ↑  陸：日本沒有琉球主權[永久]（简体中文）
18. ↑   (PDF).   [2023-08-18]. （原始内容存档 (PDF)于2023-08-18）.
19. ↑  . www.aisixiang.com.   [2023-08-18]. （原始内容存档于2023-08-18）.
20. ↑  .   [2009-07-27]. （原始内容存档于2015-09-14）.
21. ↑  [.   [2009-07-27]. （原始内容存档于2013-04-30）. ]
22. ↑  松田道之，《琉球處分》。
23. ↑  [.   [2009-07-27]. （原始内容存档于2013-09-30）. ]
24. 1 2 3  徐葆光，《中山傳信錄》，第159頁
25. 1 2  徐葆光，《中山傳信錄》，第199至200頁
26. ↑  夏子陽《使琉球錄》，台灣文獻叢刊第287種，1970年版，第270頁：「國之政事，分委於職官。其最尊者曰三法司即國相，率王之母舅、妻父任之。其次有察度官，以司刑名；有耳目官，以資訪問；有那霸官，以理錢穀。」
27. 1 2 3 4  真境名安興《沖繩一千年史》（真境名安興全集第一卷），琉球新報社
28. ↑  東恩納寬惇，《南島風土記》，沖繩文化協會・沖繩財團出版
29. ↑  真境名安興，318、319頁：「職制創設年表」
30. 1 2  沖繩縣史第14卷，《琉球藩雜記》第三：「家祿、官祿」，日本大藏省，明治6年
31. ↑  徐葆光《中山传信录》卷五·采地
32. ↑  《中山世譜·首卷·琉球輿地名號會紀》
33. ↑  《琉球國志略·卷四上》
34. ↑  高良倉吉，吉川公文館，1987年
35. 1 2  [.   [2012-08-22]. （原始内容存档于2021-01-09）. ]
36. ↑  .   [2012-08-22]. （原始内容存档于2021-02-11）.
37. ↑  [ (PDF).   [2017-05-13]. （原始内容存档 (PDF)于2021-02-10）. ]
38. ↑  .   [2012-08-22]. （原始内容存档于2021-02-11）.
39. ↑  《中山世譜·卷七·尚清王》：「本年〔嘉靖三十二年〕，王以屋良座森係江口緊要之所，創築雉堞，以開邦家之壮觀。」
40. ↑  . 那覇市歴史博物館.   [2023-08-06]. （原始内容存档于2023-08-06） （日语）.
41. ↑  《中國與琉球》，第317至334頁，附錄一：「明代在琉球任使者通事火長的中國移民」。
42. 1 2  Sakamaki, Shunzō. "Ryukyu and Southeast Asia." Journal of Asian Studies. vol. 23 no. 3 (May 1964), pp. 382–4.
43. ↑  黒嶋敏「琉球王国と中世日本」『中世の権力と日本』（高志書院、2012年）P136-141.（原論文『史学雑誌』109-11、2000年）
44. ↑  Okamoto, Hiromichi. "Foreign Policy and Maritime Trade in the Early Ming Period Focusing on the Ryukyu Kingdom." Acta Asiatica vol. 95 (2008), p. 35.
45. ↑  《中山世譜·附卷三》：本年（康熙五十五年），為謝賜借請封費用銀兩事，遣毛氏座喜味親方盛守。……本年（康熙五十九年），為請寬償還冊封時賜借銀両之年期事，遣法司馬氏浦添親方良意。
46. ↑  赖正维，福州先生与琉球学生，《文史知识》1995年第4期
47. ↑  麻姓家譜·田名家·六世眞常 的存檔，存档日期2012-05-01.
48. 1 2  陳侃《使琉球錄》65頁：「通國貿易惟用日本所鑄銅錢，薄小無文，每十折一，每貫折百，殆如宋季之鵝眼綖貫錢也。曾聞其國用海巴，今弗用矣。」
49. ↑  《明英宗實錄》卷301，天順三年三月甲申
50. ↑  徐葆光《中山傳信錄》171頁：「市中交易用錢，無銀。錢無輪廓，間有舊錢如鵝眼大，磨漫處或有『洪武』字，已絕少。……其平日皆行寬永通寶錢，錢背無字，或有一『文』字。」
51. ↑  李鼎元《使琉球記》29至30頁：「市貨以有易無，率不用銀錢。……昨香厓攜示串錢，環如鵝眼，無輪廓，貫以繩，積長三寸許，連四貫而合之，封以紙，上有鈐記，語余曰：此球人新制錢，每封當大錢十封。」
52. ↑  齊鯤《續琉球國志略》15頁：「國中通行錢名鳩目，二十為一貫。順治十三年尚質所鑄，然以銅少，用寬永錢者居多。」
53. ↑  《s:球陽記事/附卷之一》：九年，再鑄鳩目錢。成化乙酉，尚德王遣正議大夫程鵬等閩赴京，以為進貢，兼求錢。又《吾學編》曰：琉球用日本之錢云爾。以是考之，成化年間用中國之錢，至于後世，始鑄中山通寶之錢。後有赤錢者，又有鳩目錢者。順治年間，日本隅州國分郡人有平啓祥【保地知，或即右衛門重陳】者到球受仕，後授當間地頭職。至乙未，奉使赴麑府，特薩州公庫有加治木錢，亦以無用焉，遂將此錢皆與啓祥。啓祥得此錢而歸來。丙午年，始于越來郡池原邑並奥山而再鑄鳩目錢。今較原錢稍厚且小焉。【俗叫當間錢】
54. ↑  .   [2010-07-19]. （原始内容存档于2021-09-30）.
55. ↑  ，著。吉川弘文館，1996年
56. 1 2  周煌，《琉球國志略》，224頁：「其國刑法有死刑三：一淩遲、一斬首、一槍刺（用木樁作十字架，捆手足，以槍刺其心令死，即梟於其處，樁倒乃止）；輕刑五：一流（流有三等：有配定流置某島安置，不准放還；有為惡不梭，族人共稟法司請加流罪者，則限其年數，配遣所流之島。頭目等申其改過，許遣還。否則至期複流遠島，仍前法申遣。再不梭，顛轉流於三十六島外之別島矣。有犯罪重者，則縛其手足，以獨木小舟配遣西馬齒山，顛遞至外島，然多有漂沒者）、一曝日、一夾、一枷（有輕重二等：輕者數十斤、重者數百斤）、一笞（竊盜最嚴，初犯，笞若干、夾一次、曝日一次；再犯、三犯以次遞加，亦有時竟立斬者、立配流外島者）」
57. 1 2  張學禮《中山紀略》11至13頁：「其執法甚嚴，不徇情面，即官長父子兄弟犯法，輕則徙流重則處死，不曲庇絲毫也。……如有夫之婦犯姦淫，男女俱死。」
58. ↑  陳侃《使琉球錄》，叢書集成初編本，商務印書館民國26年版，57頁：「凡有竊物者即加以劓剕之刑」
59. ↑  蕭崇業《使琉球錄》，台灣文獻叢刊第287種，1970年版，112頁：「有盜竊者輒加開腹、劓剕之刑」
60. ↑  汪輯《使琉球雜錄》，《那霸市史》資料篇第1卷3，昭和52年，第6頁
61. ↑  s:中山世譜/卷10
62. 1 2  尾口義男, 「薩摩藩の人口」, 『黎明館調査研究報告』, (11号), pp. 87–134 (1998).
63. 1 2  尾口義男, 「薩摩藩と近世琉球国の人口―琉球人口データ及び近世前期の薩摩藩の社会動向に関する新たな史実を付加しての「薩摩藩の人口」補論―」 『黎明館調査研究報告』 (13号), pp. 1–42 (2000).
64. ↑  Hideaki Kanzawa-Kiriyama; Kirill Kryukov; Timothy A Jinam; Kazuyoshi Hosomichi; Aiko Saso; Gen Suwa; Shintaroh Ueda; Minoru Yoneda; Atsushi Tajima; Ken-ichi Shinoda; Ituro Inoue; Naruya Saitou1. . Journal of Human Genetics. February 2017, 62 (2): 213–221. ISSN 1434-5161. PMC 5285490 . PMID 27581845. doi:10.1038/jhg.2016.110.
65. ↑  Timothy Jinam; Hideaki Kanzawa-Kiriyama; Naruya Saitou. . Genes & Genetic Systems. 2015, 90 (3): 147–152. PMID 26510569. doi:10.1266/ggs.90.147 .
66. ↑  Shigeki Nakagome;  et al. . Molecular Biology and Evolution. July 2015, 32 (6): 1533–1534. PMID 25758010. doi:10.1093/molbev/msv045 .
67. ↑  Nasrine Bendjilali;  et al. . Journal of Gerontology: Biological Sciences. December 2014, 69 (12): 1474–1484  [5 February 2017]. PMC 4271021 . PMID 24444611. doi:10.1093/gerona/glt203. （原始内容存档于2017-09-06）.
68. ↑  Timothy Jinam;  et al. . Journal of Human Genetics. December 2012, 57 (12): 787–795. PMID 23135232. doi:10.1038/jhg.2012.114 .
69. ↑  Kae Koganebuchi;  et al. . Anthropological Science. 2012, 120 (3): 199–208. doi:10.1537/ase.120322 .
70. ↑  Hirotaka Matsukusa;  et al. . American Journal of Physical Anthropology. June 2010, 142 (2): 211–223. PMID 20091849. doi:10.1002/ajpa.21212.
71. ↑  Timothy A Jinam; Hideaki Kanzawa-Kiriyama; Ituro Inoue; Katsushi Tokunaga; Keiichi Omoto; Naruya Saitou. . Journal of Human Genetics. October 2015, 60 (10): 565–571  [5 February 2017]. PMID 26178428. S2CID 205166287. doi:10.1038/jhg.2015.79. （原始内容存档于2018-10-22）.
72. ↑  Takehiro Sato;  et al. . Molecular Biology and Evolution. November 2014, 31 (11): 2929–2940  [5 February 2017]. PMID 25086001. doi:10.1093/molbev/msu230 . （原始内容存档于2021-03-11）.
73. 1 2   (PDF).   [2010-07-29]. （原始内容存档 (PDF)于2021-02-10）.
74. ↑  陳澤平. . 福州市: 福建人民出版社. 2021.5. ISBN 978-7-211-08565-1 （中文（中国大陆））.
75. ↑  王振忠. . 澎湃新聞. 2021-09-28  [2024-06-18]. （原始内容存档于2024-06-18）.
76. ↑  《琉球神道記 （页面存档备份，存于）》，第38頁
77. ↑  《遺老傳說》
78. ↑  《中山傳信錄·卷六》：「琉球字母四十有七，名伊魯花，自舜天王時始制。或云即日本字母，或云中國人就省筆易曉者教之為切音色記，非本字也。……本國文移中，亦參用中國一二字，上下皆國字也。」
79. ↑  .   [2010-04-11]. （原始内容存档于2015-09-14）.
80. ↑  《向姓家譜（邊土名家）·十世朝薫》：康煕五十七年戊戌閏八月二十六日，爲冊封天使宴席助興事，奉旨為躍奉行。翌年己亥之夏，冊封天使賁臨中秋宴，照例作躍。自重陽宴後，奉命掇取本國往古之故事，以備戯席。球國以故事作戯者，從此始矣。
81. ↑  [.   [2010-07-18]. （原始内容存档于2009-11-22）. ]
82. ↑  [.   [2010-04-10]. （原始内容存档于2011-03-14）. ]
83. ↑  .   [2010-04-10]. （原始内容存档于2021-03-11）.
84. ↑  琉球音樂家生平簡介[永久]
85. ↑  ，仲本政博著。ゆい出版、2007年。
86. ↑   的存檔，存档日期2009-03-10.
87. ↑  李鼎元《使琉球記》，第61頁：入家門前多樹石敢當碣。
88. ↑  《魏姓家譜（慶佐次家）·四世士哲》 Archive.today的存檔，存档日期2012-09-18
89. ↑  .   [2010-04-18]. （原始内容存档于2016-03-05）.
90. ↑  .   [2010-04-18]. （原始内容存档于2008-05-18）.
91. ↑  《中國與琉球》，133頁、247頁、248頁
92. ↑  《福建省志·外事志·明清（鸦片战争前）时期》[永久]
93. ↑  ，齋藤茂太著。中公新書，1972年。
94. ↑  徐葆光《中山傳信錄》204頁：「國中凡叢木蒙密，短垣四周，有小門內拒者皆名嶽，如中國之土地神，村村皆有之。」
95. 1 2  陳侃《使琉球錄》第58頁：「俗畏神，神皆以婦人為尸，凡經二夫者則不尸矣。……惟其守護斯土，是以國王敬之，而國人畏之也。」
96. ↑  謝必震，《中國與琉球》，113至114頁
97. ↑  夏子陽《使琉球錄》256頁至257頁：「國中敬神。神有女王者，乃王宗姐妹之屬；世由神選以相代。選時，神附之言，送入女王宮，遂倏然靈異，雖適配者，亦不再合焉。惟國當播種先一日，王詣其宮拜灶，女王以酒觴之；餘亦不相見也。五穀成時，女王必渡海至孔達佳山採成熟者數穗嚼之，各山乃敢穫。若女王未嘗而先穫者食之，立斃。」
98. ↑  《中山世譜·卷五·尚金福王》：本年（景泰二年），遣使請封。時以那霸阻海，往來不便之故，命國相懷機築長虹堤。（自安里橋至伊邊嘉麻橋曰長虹堤）築畢，懷機返愿，建神社并寺，名其寺曰長壽。（社及寺俱今存）
99. ↑  《中山世譜·卷三·英祖王》：感淳年間，王命輔臣建寺于浦添城之西，名曰「極樂」。先是一僧，名禪鑑，不知何處人，駕舟飄至那霸。王命構精舍于浦添，名極樂寺，令禪鑑禪師居焉。是我國佛僧之始也。（歷年久遠，寺既荒壞，今無存焉）
100. ↑  徐葆光《中山傳信錄》217頁：「國無道士，釋有臨濟宗、真言教二種」
101. ↑  《中山世譜·卷三·察度王》：本年（洪武十七年）八月二十一日，護國寺開山住僧頼重法印入滅。蓋頼重，乃日本人也。何年至國，以建寺於波上山，今不可考。然洪武十七年，頼重入滅，則乃朝之末，或明朝之初。其至國也無疑焉。
102. ↑  《中山世譜·卷六·尚真王》：（弘治）五年壬子，王命輔臣創建圓覺寺（三年而成）並荒神堂，延老僧芥隱為開山住持。
103. ↑  《中山世譜·卷六·尚真王》：（弘治）七年甲寅，王命輔臣構宗廟於圓覺寺方丈右側，謂之御照堂。（奉正統昭穆諸位神主而祭焉。）
104. ↑  徐葆光《中山傳信錄》219頁至221頁
105. ↑  謝必震《中國與琉球》117至118頁
106. ↑  張學禮《中山紀略》第14頁：「那霸之東北三里有三清殿」
107. ↑  謝必震，《中國與琉球》，第71頁
108. ↑  《球陽》，角川書店出版，第169頁：（永樂二十二年）「昔閩人移居中山者創立（天后）廟祠，為同祈福。」
109. ↑  《中山傳信錄》44至45頁：「琉球天妃宮有二：一在那霸，曰下天妃宮，天使館之東，門南向。……上天妃宮，在久米村。」
110. ↑  [.   [2010-07-18]. （原始内容存档于2021-02-11）. ]